# Hesselbach (Oberzent)
Hesselbach ist ein Ortsteil der Stadt Oberzent (bis zum 1. Januar 2018 Ortsteil von Hesseneck) im südhessischen Odenwaldkreis. Der Ort hat rund 170 Einwohner und liegt im südöstlichsten Zipfel von Hessen in unmittelbarer Nähe des Dreiländerecks zwischen Hessen, Baden-Württemberg und Bayern. Überregional bekannt wurde Hesselbach durch die bedeutenden provinzialrömisch-archäologischen Ausgrabungen, die von 1966 bis 1968 dort stattfanden.

## Geographische Lage

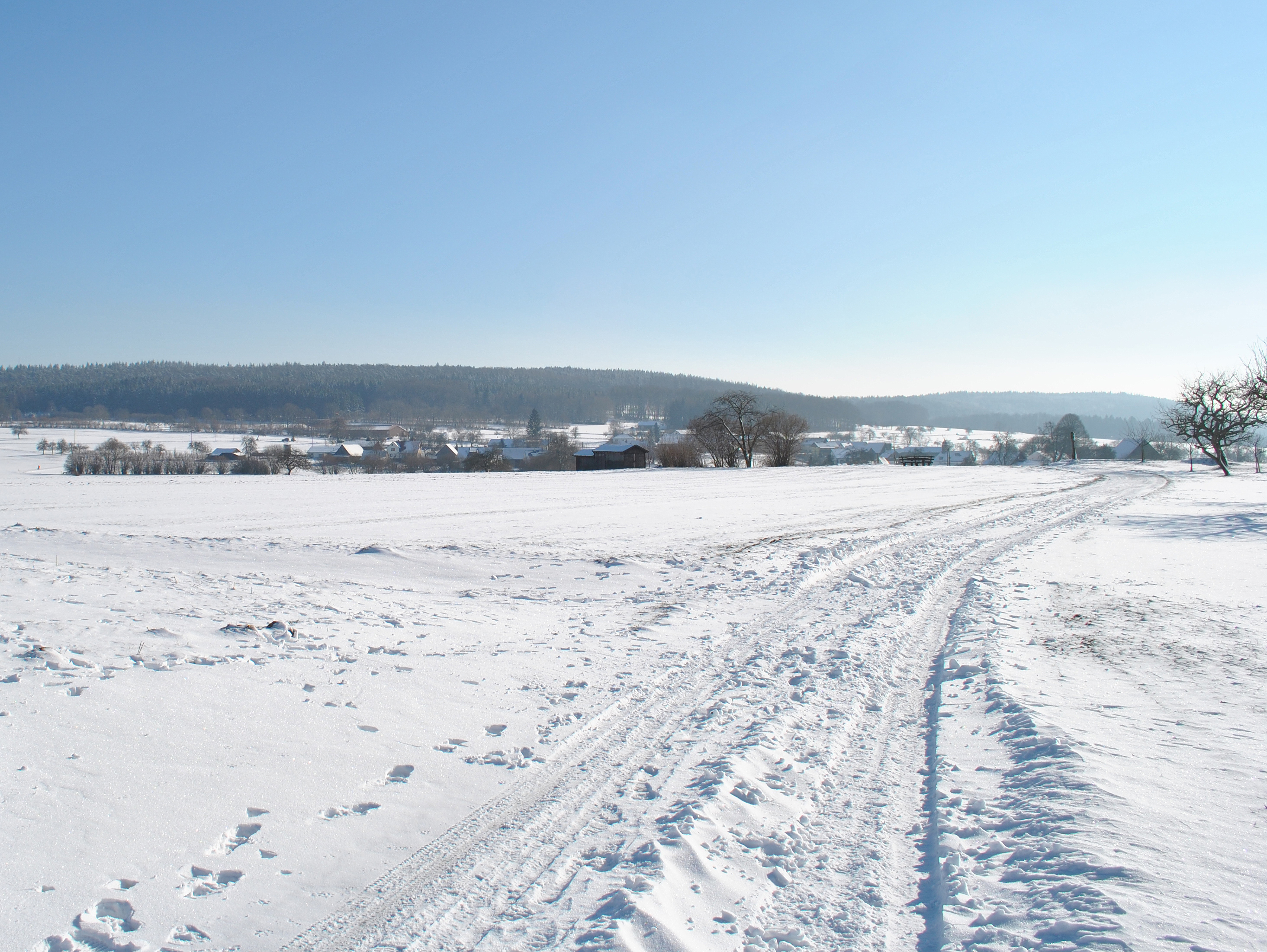
Blick auf Hesselbach von Norden (Januar 2011)

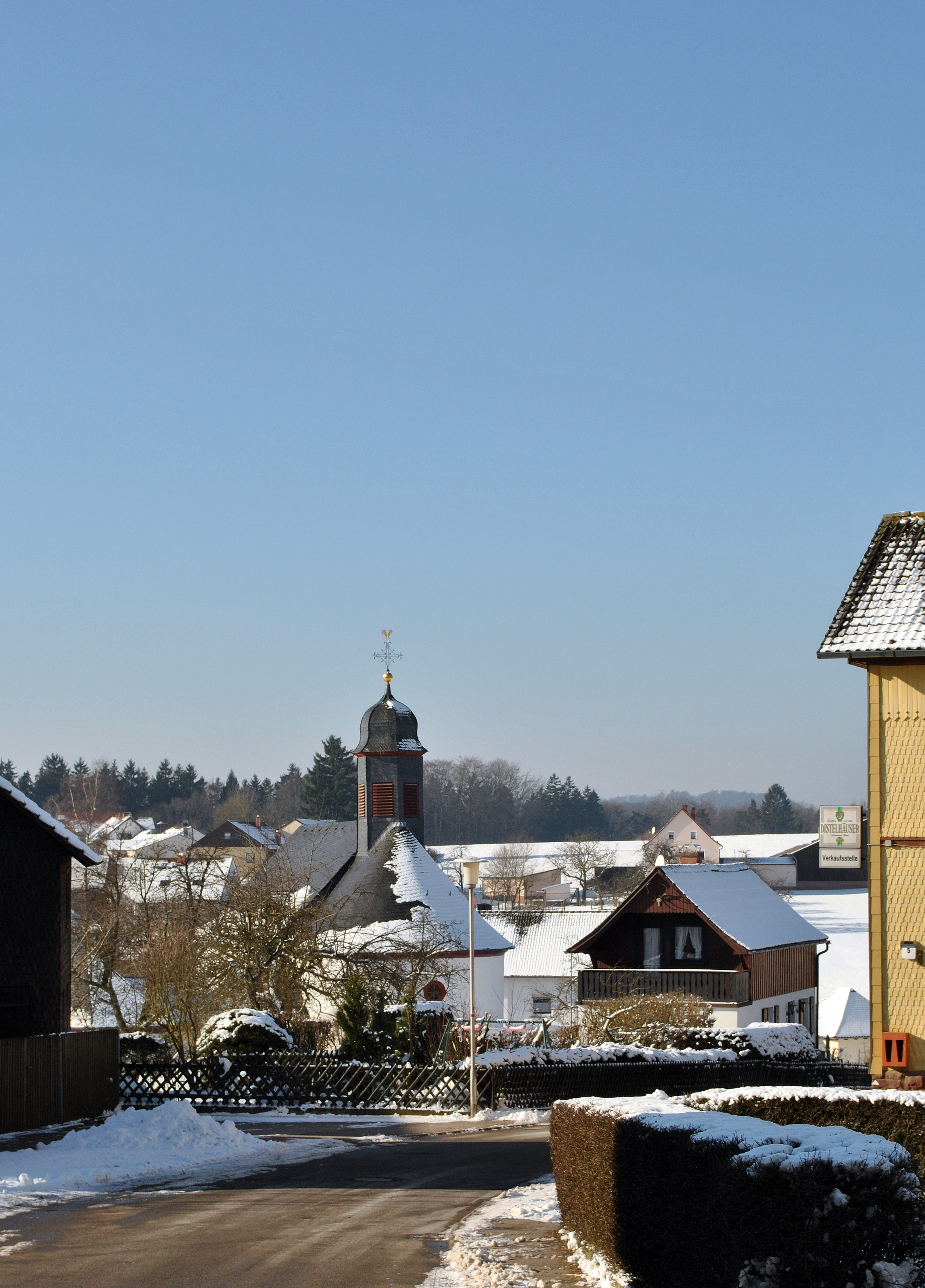
Blick auf das Dorfzentrum (Januar 2011)

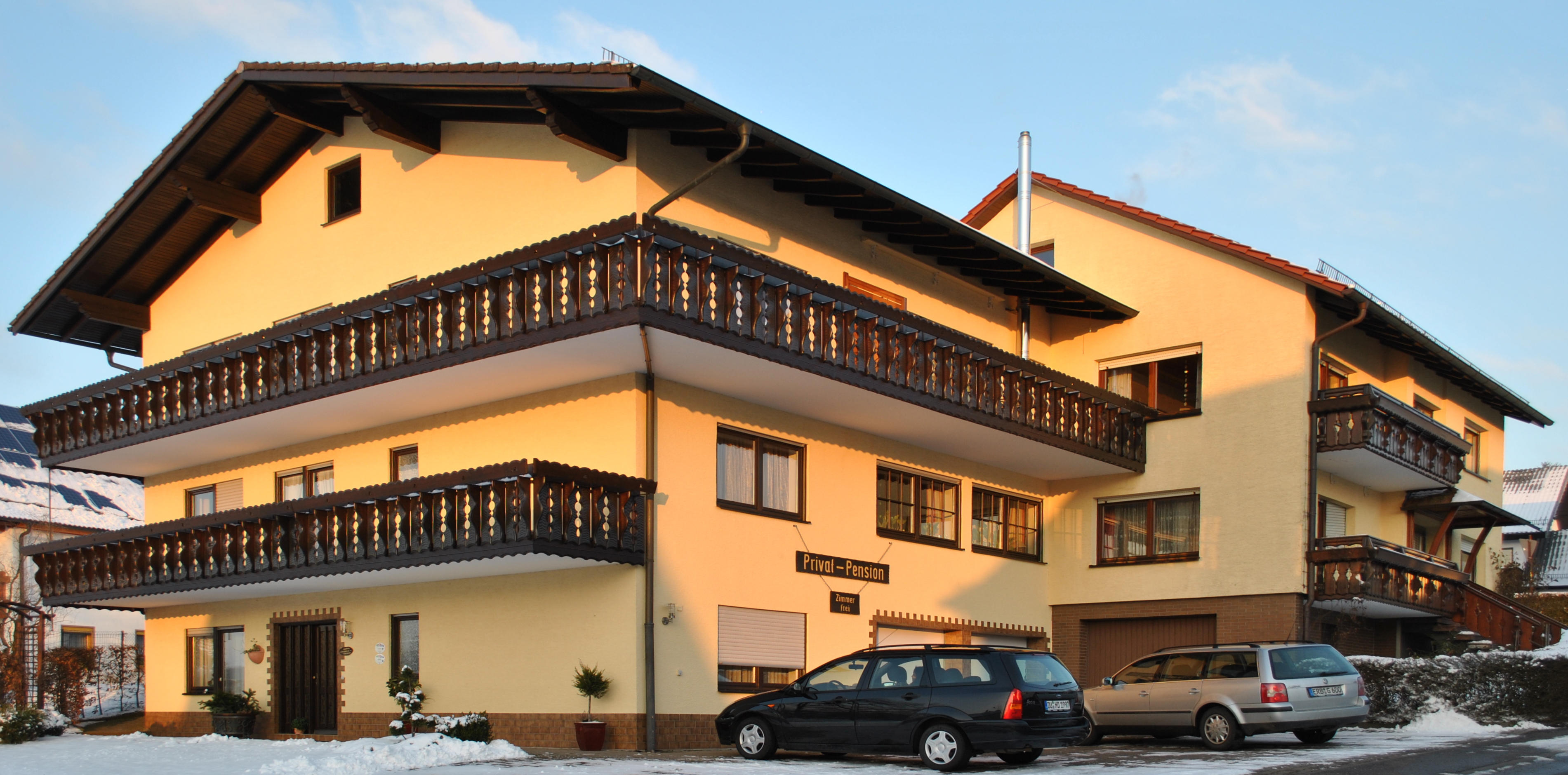
Pension im Dorfzentrum (Januar 2011)

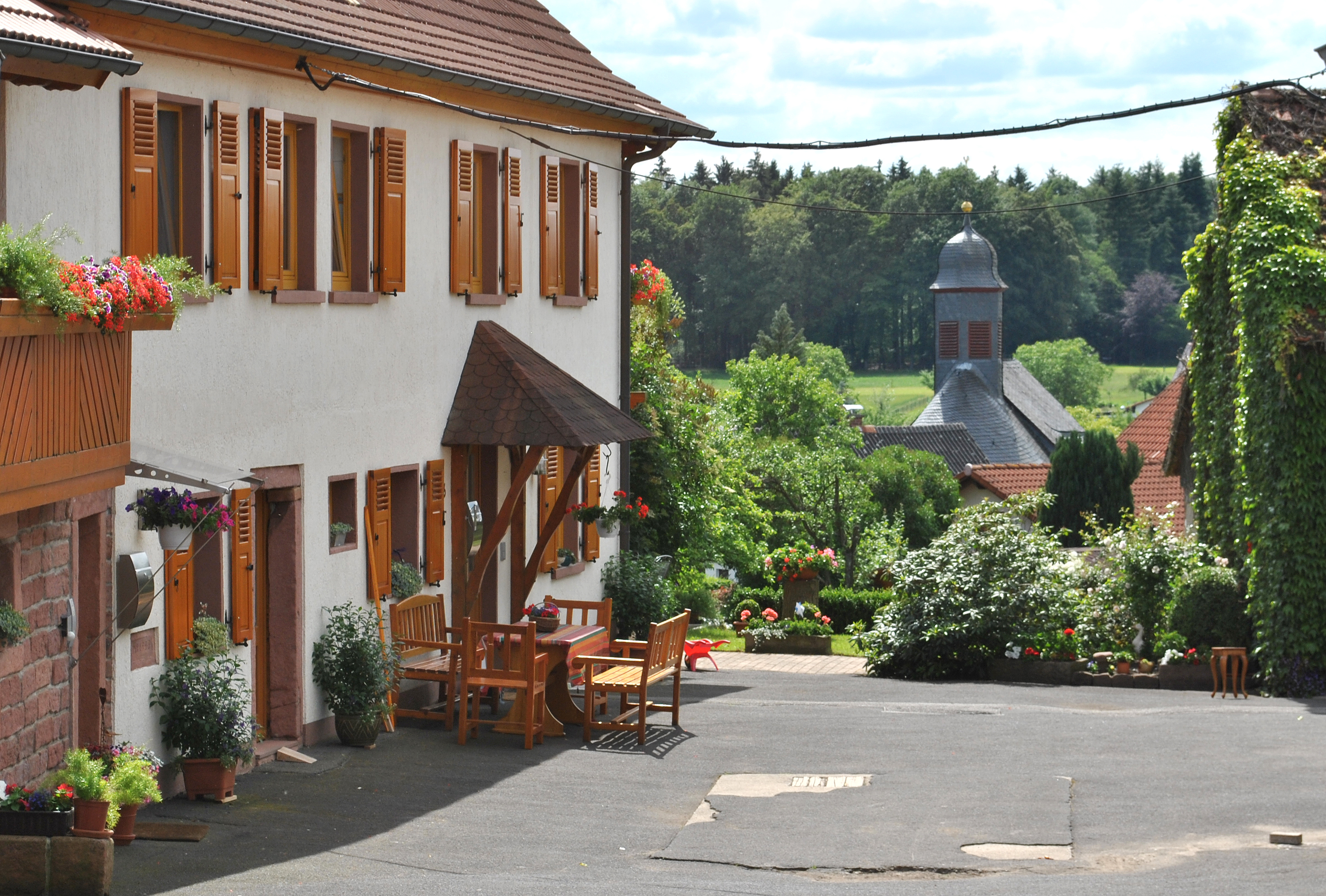
Restauriertes Gehöft an der „Römerstraße“
(Juni 2011)

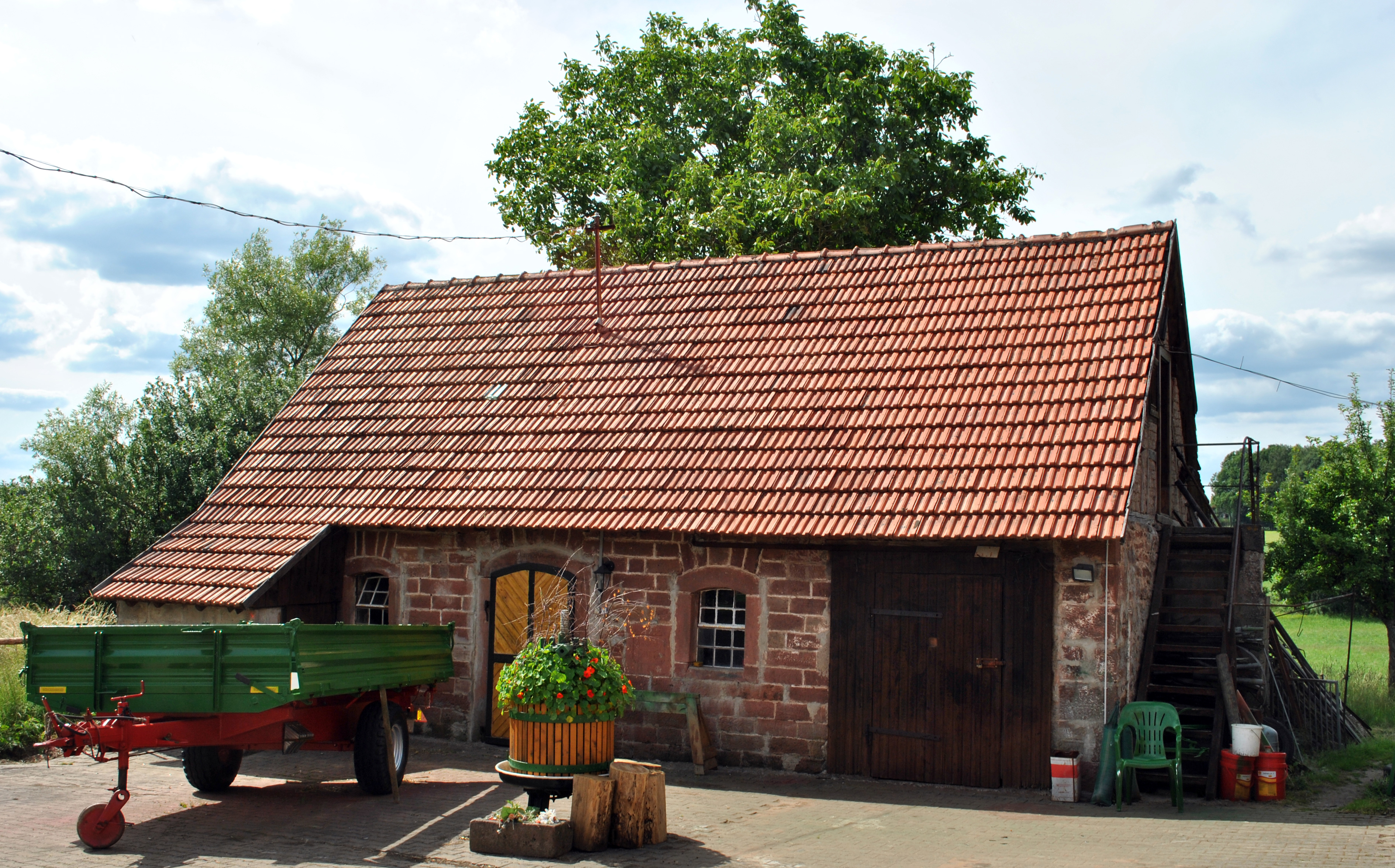
Nebengebäude eines landwirtschaftlichen Betriebes (Juni 2011)

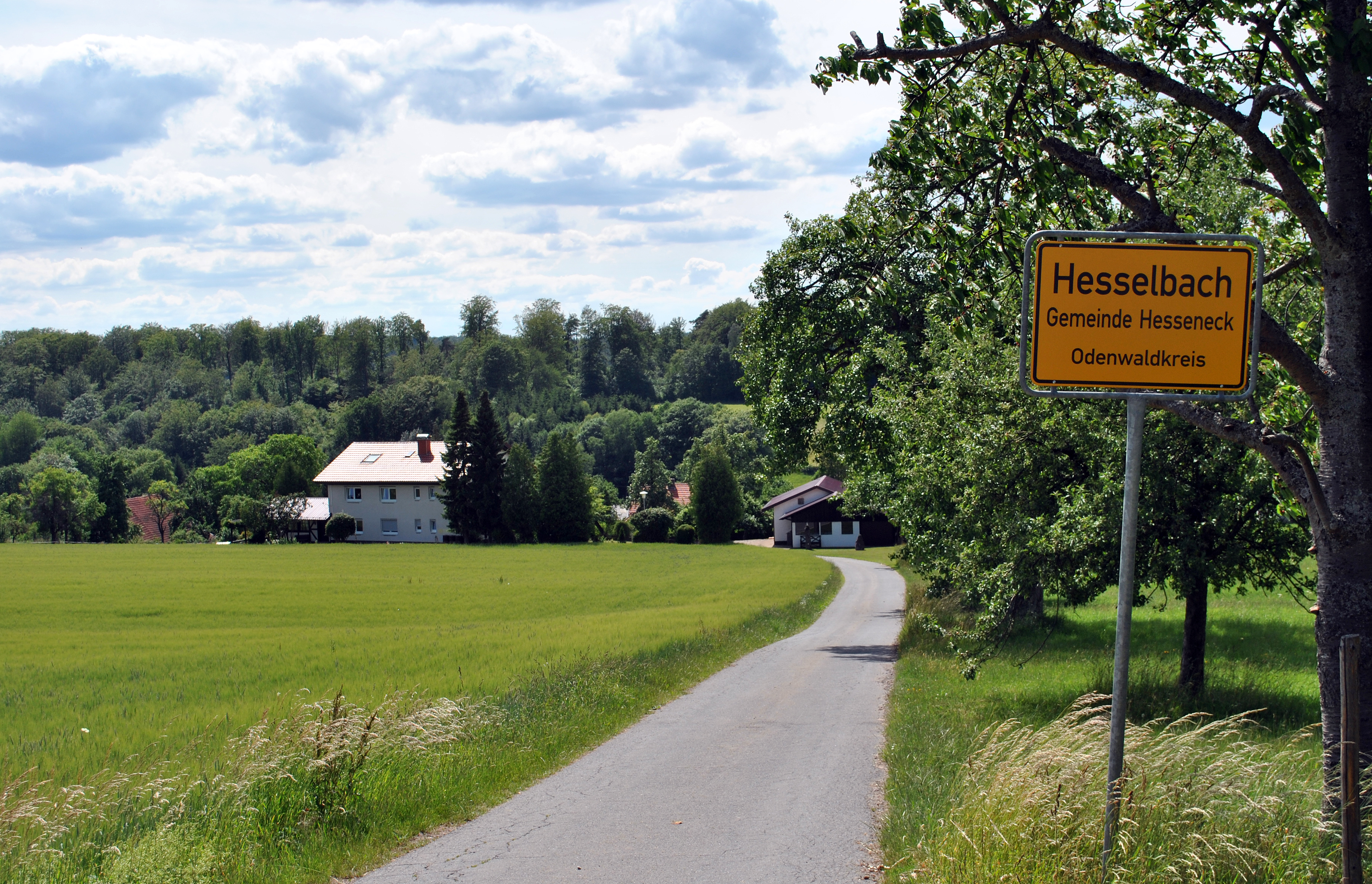
Südlicher Ortsrand (Juni 2011)

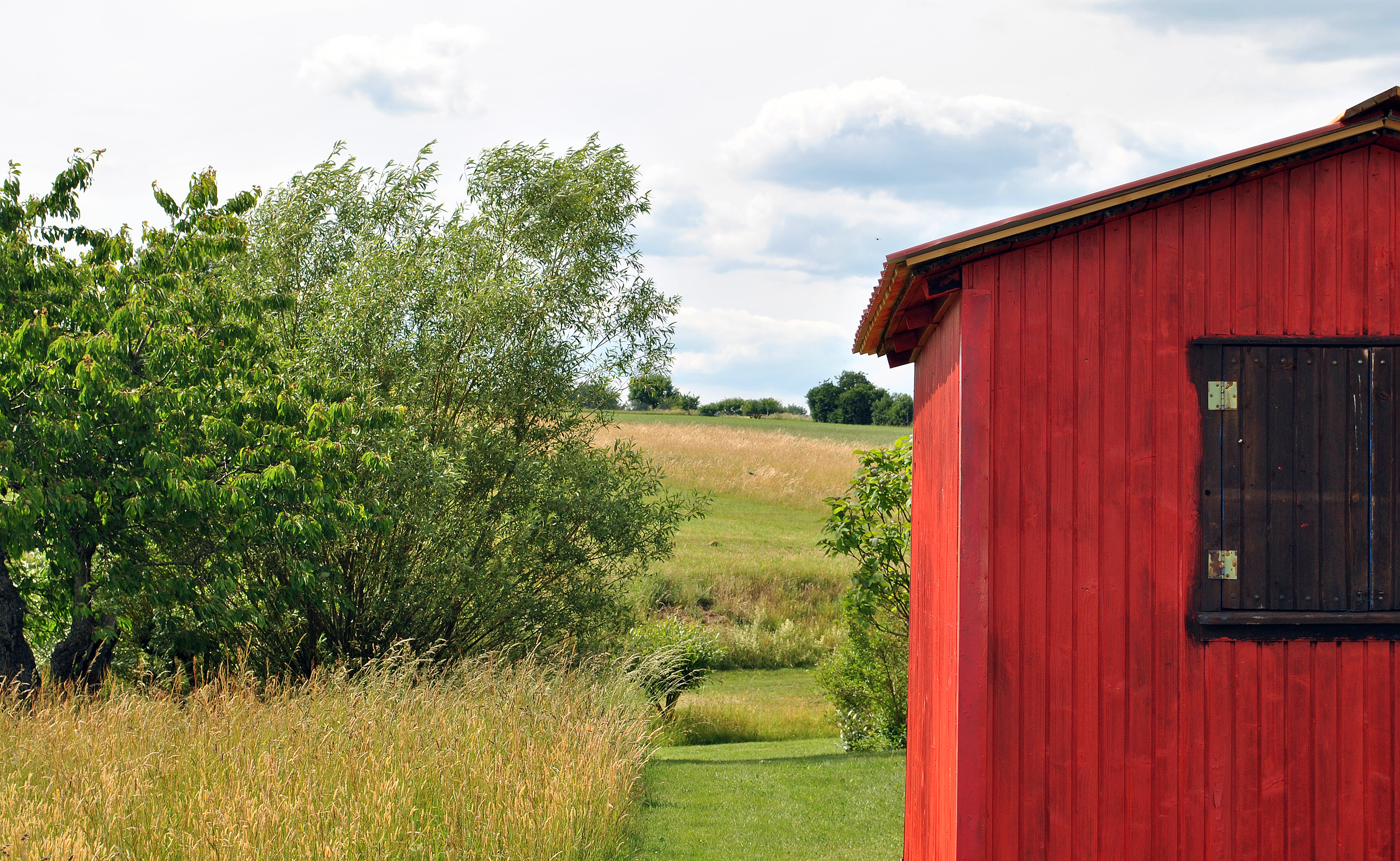
Nordwestlicher Ortsrand (Juni 2011)

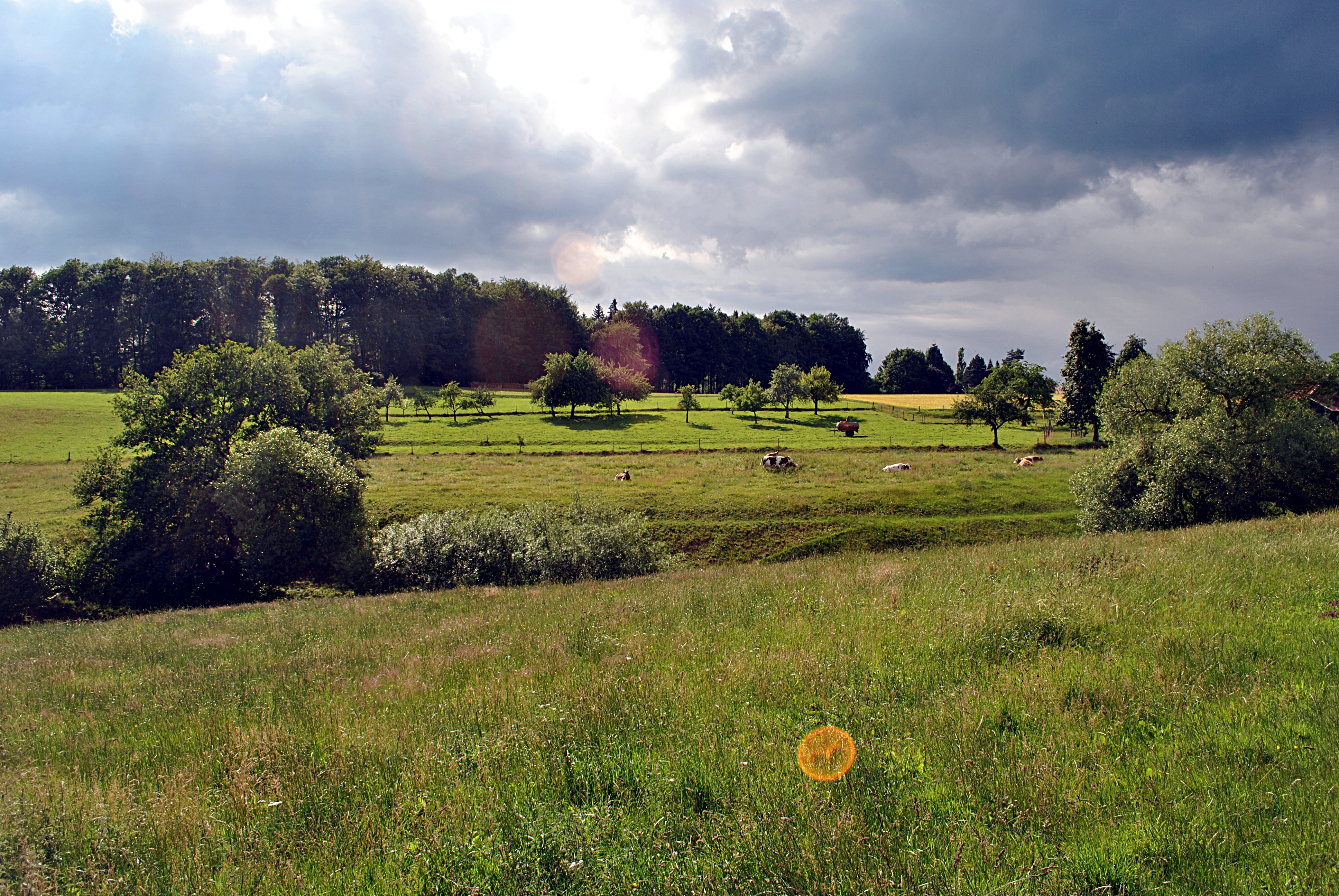
Landschaft am südlichen Ortsrand (Juni 2011)

Der Ort befindet sich in einer Ausbuchtung der hessischen Landesgrenze, die das südwestlich angrenzende Badisch-Schöllenbach umfasst. Von hier über Süden bis Südosten liegt Baden-Württemberg und im Nordosten grenzt Bayern an. Hesselbach bildet eine quasi-Exklave Hessens, da das Gebiet von Hessen aus nur über Badisch-Schöllenbach oder über eine von Würzberg aus teilweise über bayerisches, zur Gemeinde Kirchzell gehörendes Gebiet verlaufende Privatstraße zu erreichen ist.
Im Westen liegen die Ortsteile Kailbach und Schöllenbach sowie im Südosten Schloss Waldleiningen in der Gemarkung von Mörschenhardt (Baden-Württemberg). Seit 1837 kennzeichnet ein 1,3 m hoher Grenzstein das Dreiländereck, an dem die Grenzen von Baden, Bayern und Hessen zusammenstoßen. Umgeben von Weide- und Ackerland, Streuobstwiesen, sowie einem kilometerbreiten Kordon dichter Mischwälder liegt Hesselbach in durchschnittlich knapp unter 500 m NHN auf einem leicht nach Süden, steil nach Osten und Westen hin abfallenden Hochplateau im Buntsandsteingebiet des Odenwaldes. Dieses Hochplateau ist Teil der nord-südlich durch den Odenwald verlaufenden Höhenkette, die sich zwischen Mümlingtal und Ittertal im Westen sowie zwischen Maintal, Mudtal und Elztal im Osten erhebt.

## Geschichte

### Ur- und Frühgeschichte
Wie in der gesamten Region gibt es auch in der Gemarkung Hesselbach keine Spuren vorrömischer, menschlicher Besiedlung. Die seit jeher mit nur wenig fruchtbaren Böden bedeckte, von dichten Wäldern bewachsene Region bot den Menschen der Frühzeit keinerlei Anreiz, sich dort aufzuhalten.

### Römerzeit
Erst etwa vom Jahr 100 bis zum Jahr 160 n. Chr. wurde der Platz, an dem später Hesselbach entstehen sollte, Standort einer römischen Grenzgarnison des heute so genannten Odenwaldlimes. In dieser Zeit befand sich dort die Fortifikation eines Numerus, einer zwei Centurien, also rund 160 Mann starken Auxiliareinheit. Die unter der Leitung von Dietwulf Baatz stehenden Kastellgrabungen der Jahre 1966 bis 1968 und die daraus resultierende Publikation waren wegweisend für die Provinzialrömische Archäologie und machten Hesselbach zum „Referenzkastell“ für den gesamten Odenwaldlimes.

### Mittelalter
Die nach dem Ende der römischen Herrschaft im Jahre 260 folgenden Jahrhunderte bis zum Hohen Mittelalter liegen wieder im Dunkeln. Weder schriftliche noch archäologische Quellen geben Zeugnis von einer möglichen Besiedlung. Vermutlich war die Gegend siedlungsleer. Zwar drangen die nach den Alamannen ab dem 5. Jahrhundert das Land beherrschenden Franken tief in den Odenwald ein, siedelten dort und teilten das Gebiet in Gaue ein, ihre Besiedlungsaktivitäten beschränkten sich jedoch auf Gegenden mit ausreichend fruchtbaren Böden. Der Hintere Odenwald mit seinen kargen Buntsandsteinböden bot ihnen keine ausreichende wirtschaftliche Basis.
Hesselbach wurde vermutlich zwischen dem 10. und dem 12. Jahrhundert durch das Benediktinerkloster Amorbach auf einer neu gerodeten Fläche etwas abseits des ehemaligen Kastellplatzes gegründet und als Waldhufendorf angelegt. Form und Lage der Hufen (oder „Huben“) lassen sich noch heute im siedlungsgeographischen Bild und in Flurkarten deutlich erkennen. Sie erstreckten sich in langen, schmalen Streifen zwischen den Gemarkungsgrenzen. Ihre Größe betrug in Abhängigkeit von der Bodenqualität zwischen 15 und 40 Hektar. Sie waren so bemessen, dass sie jeweils einer Bauernfamilie die Existenz sicherten. Der Aufbau der Hufen von Gemarkungsgrenze zu Gemarkungsgrenze folgte dem Schema Wald – Ackerland – Wiese – Baumgarten – Hofreite – Baumgarten – Wiese – Ackerland – Wald, wobei die Hofreite mit Brunnen an der tiefsten Stelle des Geländes lag. Voneinander waren die Huben durch Hecken, Zäune oder so genannte Stellsteine (vgl. weiter unten) getrennt.
Ab dem 12. Jahrhundert scheinen die Herren von Durne als Besitzer der so genannten „Oberen Cent“, auf deren Gebiet sich Hesselbach befand, für das Dorf eine gewisse Rolle gespielt zu haben, bis sie im Jahr 1271 ihre Rechte an das Erzbistum Mainz verkauften, bei dem die Landesherrschaft bis 1803 verblieb. Daneben besaßen aber auch das Kloster Amorbach und insbesondere, seit der Mitte des 14. Jahrhunderts als Lehen der Kurpfalz, die Schenken und späteren Grafen von Erbach als Grundherren und Besitzer der „Unteren Cent“ weitgehende Rechte an dem Ort. Die älteste bekannte urkundliche Erwähnung Hesselbachs erfolgte 1334 unter dem Namen Heselbuch. Während die obere Gerichtsbarkeit bis zum beginnenden 19. Jahrhundert kontinuierlich beim Erzbistum Mainz – ausgeübt durch Mudau als Hauptort der „Mudauer Cent“ – verblieb, sorgten die komplizierten Besitzverhältnisse zwischen dem Kloster Amorbach und dem Hause Erbach für permanenten Streit um die Zuständigkeit für die untere Gerichtsbarkeit in Hesselbach und die daraus resultierenden Einkünfte.
1395 bestand Hesselbach aus 13 Hufen, 1440 aus 15 Hufen und einer „Hofstatt“ ohne größeren Grundbesitz. Auf der einen Seite hatte sich der Hofbestand durch Erbteilung zwar erhöht, auf der anderen Seite befanden sich aber mehrere Hufen in einer Hand, so dass man insgesamt von einem schwachen Bevölkerungsrückgang ausgehen kann. Zu dieser Zeit hatte der Schultheiss des Klosters Amorbach den Vorsitz bei den Zentgerichten. Die Einnahmen aus deren verhängten Geldbußen wurden im Verhältnis zwei Drittel zu ein Drittel zwischen Amorbach und Erbach geteilt und auch bei der Aufteilung des großen und des kleinen Zehnts kam dieser Verteilungsschlüssel zur Anwendung.

### Neuzeit
Bedingt durch seine Zugehörigkeit zum Kloster Amorbach blieb Hesselbach während der Reformation (ab 1517) katholisch, im Gegensatz zu allen anderen Dörfern der Grafschaft Erbach. Diese Besonderheit zeigt sich bis heute, dass Hesselbach eine eigene Pfarrgemeinde bildet, die auch die übrigen ehemaligen Hessenecker Ortsteile umfasst.
Bedeutende Ereignisse des Deutschen Bauernkriegs (1525), wie die Ernennung Götz von Berlichingens zum Hauptmann des „Odenwälder Haufens“ in Buchen, die Erstürmung und Plünderung Amorbachs und der Burg Wildenberg spielten sich zwar in der nächsten Umgebung Hesselbachs ab, jedoch ohne dass der Ort unmittelbar in Mitleidenschaft gezogen wurde. Wobei natürlich nicht auszuschließen ist, dass sich der ein oder andere unzufriedene Hesselbacher Bauer an den Aktionen der Aufständischen beteiligt haben mag.
Im Dreißigjährigen Krieg, dessen mittelbare Folgen – wie Hungersnöte und Seuchen – die Bevölkerung nahezu ausrotteten, lag der Ort für etwa 15 Jahre wüst, nachdem er durch Feuer völlig zerstört worden war. Ungesichert ist die Überlieferung, nach dem Kriege habe nur noch eine Familie in Hesselbach gelebt. Vom beginnenden Wiederaufbau zeugte die Inschrift –AN 1662 NO– auf dem Eichenbalken eines Hesselbacher Hauses, die bis zu einer Renovierungsmaßnahme 1934 noch zu sehen gewesen sein soll. Aus den Jahren 1656 und 1668 liegen Urkunden vor, denen zufolge Hesselbach je zur Hälfte dem Kloster Amorbach und der Grafschaft Erbach gehörte (1656), bzw. dass diese sich die Niedere Gerichtsbarkeit zu teilen hatten (1668). Der Erzbischof von Mainz besaß die ausschließlichen Jagdrechte (1656) und die durch Mudau ausgeübte Hohe Gerichtsbarkeit (1668), der Kirchenbesuch der Hesselbacher musste in Mudau erfolgen (1656). Eine neue, eigene Kirche wurde erst 1766 erbaut (vgl. weiter unten).
1803 wurde Hesselbach vorübergehend dem kurzlebigen Fürstentum Leiningen zugeschlagen, bevor es 1806 zum Bestandteil des Großherzogtums Hessen wurde. In der Folge gehörte es zu dessen Nachfolgestaaten, von 1918 bis 1934 zum Volksstaat Hessen und – nach kurzer Zugehörigkeit zum Nazi-Gau Hessen-Nassau (1934 bis 1945) und zur Amerikanischen Besatzungszone (1945 bis 1949) – seit 1949 zum Bundesland Hessen.
Die Jahre um die Mitte des 19. Jahrhunderts brachten landesweit große Teuerungsraten mit sich, durch die es auch in Hesselbach zu heftigen sozialen Schieflagen kam. Der Bürgermeister des Dorfes musste auf Geheiß des Landratsamtes Erbach große Mengen Lebensmittel kaufen, um sie der ärmeren Bevölkerung kostenlos zu überlassen. Etwa zeitgleich wandte er sich seinerseits an das Landratsamt mit der Bitte um die Lieferung von Spinnrädern, mit denen sich bedürftige Einwohner ihren Lebensunterhalt erwirtschaften sollten. Eine weitere Folge des sozialen Elends im 19. Jahrhundert war ein drastischer Anstieg der Geburten von unehelichen Kindern. Hatte in Hesselbach deren Anteil an den Gesamtgeburten in den 1810er Jahren noch bei 9 % gelegen, so stieg er in den folgenden Jahrzehnten kontinuierlich an, bis er in den 1850er Jahren mit 31 % seinen Höhepunkt erreichte. Erst gegen Ende des 19. Jahrhunderts normalisierte sich die Situation wieder.
| Dekade        | Anzahl Gesamtgeburten | Anzahl unehelicher Geburten | Anteil unehelicher Geburten |
| 1811 bis 1820 | 54                    | 5                           | 9,3 %                       |
| 1821 bis 1830 | 38                    | 9                           | 23,7 %                      |
| 1831 bis 1840 | 70                    | 12                          | 17,1 %                      |
| 1841 bis 1850 | 79                    | 17                          | 21,5 %                      |
| 1851 bis 1860 | 62                    | 19                          | 30,7 %                      |
| 1861 bis 1870 | 81                    | 14                          | 17,3 %                      |
| 1871 bis 1880 | 95                    | 7                           | 7,1 %                       |
| 1881 bis 1890 | 62                    | 5                           | 9,7 %                       |

1905 erhielt der Ort Anschluss ans Telefonnetz, 1927 erfolgte die Elektrifizierung. Im Herbst 1922 legte eine Wasserknappheit nicht gekannten Ausmaßes das Dorfleben lahm. Trinkwasser musste in Schöllenbach aus der Euter in Fässer gepumpt werden, die mittels Pferdefuhrwerken mühselig nach Hesselbach geschafft wurden. Eine ähnlich starke Trockenheit gab es noch einmal im Jahr 1976.
Die beiden Weltkriege forderten auch in Hesselbach ihren Tribut. Der Erste Weltkrieg kostete sieben Männern aus Hesselbach das Leben, aus dem Zweiten Weltkrieg kehrten ebenfalls sieben gefallene und zusätzlich fünf vermisste Hesselbacher nicht zurück. Durch die Aufnahme von zahlreichen evakuierten Ausgebombten stieg die Bevölkerungszahl dennoch von 225 in den Jahren 1935 und 1939 auf 291 im Jahr 1945 (+ 66). Auf die bei Kriegsende in ihre Städte zurückkehrenden Bombenopfer folgten ab 1946 insgesamt 52 Heimatvertriebene, deren Zahl sich jedoch infolge der in Hesselbach kaum vorhandenen Erwerbsmöglichkeiten schon bis 1949 wieder deutlich reduzierte.

### Hessische Gebietsreformen 1971, 2018
Im Zuge der Gebietsreform in Hessen fusionierten am 1. Oktober 1971 die bis dahin selbständigen Gemeinden Hesselbach, Schöllenbach und Kailbach freiwillig zu einer neuen Gemeinde mit dem Namen Hesseneck, das wiederum am 1. Januar 2018 mit weiteren Gemeinden die Stadt Oberzent bildete. Die drei Orte wurden Stadtteile der Stadt Oberzent. Für die ehemalige Gemeinde Hesseneck wurde ein Ortsbezirk mit Ortsbeirat und Ortsvorsteher nach der Hessischen Gemeindeordnung gebildet. Dieser Ortsbezirk umfasst die Gemarkungen Hesselbach, Kailbach und Schöllenbach.

### Verwaltungsgeschichte im Überblick
Die folgende Liste zeigt die Staaten und Verwaltungseinheiten, denen Hesselbach angehört(e):
- vor 1803: Heiliges Römisches Reich, 1⁄2:Grafschaft Erbach-Fürstenau, Amt Freienstein /  1⁄2: Abtei Amorbach
- ab 1803: Heiliges Römisches Reich,[Anm. 4] Fürstentum Leiningen
- ab 1806: Großherzogtum Hessen (Souveränitätslande),[Anm. 5] Fürstentum Starkenburg, Amt Freienstein (zur Standesherrschaft Erbach gehörig)
- ab 1815: Großherzogtum Hessen[Anm. 6] (Souveränitätslande), Provinz Starkenburg, Amt Freienstein (zur Standesherrschaft Erbach gehörig)
- ab 1822: Großherzogtum Hessen, Provinz Starkenburg, Landratsbezirk Erbach[Anm. 7]
- ab 1848: Großherzogtum Hessen, Regierungsbezirk Erbach
- ab 1852: Großherzogtum Hessen, Provinz Starkenburg, Kreis Erbach
- ab 1871: Deutsches Reich, Großherzogtum Hessen, Provinz Starkenburg, Kreis Erbach
- ab 1918: Deutsches Reich (Weimarer Republik), Volksstaat Hessen, Provinz Starkenburg, Kreis Erbach
- ab 1938: Deutsches Reich, Volksstaat Hessen, Landkreis Erbach[19][Anm. 8]
- ab 1945: Amerikanische Besatzungszone,[Anm. 9] Groß-Hessen, Regierungsbezirk Darmstadt, Landkreis Erbach
- ab 1946: Amerikanische Besatzungszone, Land Hessen, Regierungsbezirk Darmstadt, Landkreis Erbach
- ab 1949: Bundesrepublik Deutschland, Land Hessen, Regierungsbezirk Darmstadt, Landkreis Erbach
- ab 1971: Bundesrepublik Deutschland, Land Hessen, Regierungsbezirk Darmstadt, Landkreis Erbach, Stadt Beerfelden[Anm. 10]
- ab 1972: Bundesrepublik Deutschland, Land Hessen, Regierungsbezirk Darmstadt, Odenwaldkreis, Gemeinde Hesseneck
- ab 2018: Bundesrepublik Deutschland, Land Hessen, Regierungsbezirk Darmstadt, Odenwaldkreis, Stadt Oberzent[Anm. 11]

## Bevölkerung

### Einwohnerstruktur 2011
Nach den Erhebungen des Zensus 2011 lebten am Stichtag dem 9. Mai 2011 in Hesselbach 165 Einwohner. Darunter waren 3 (1,8 %) Ausländer. Nach dem Lebensalter waren 21 Einwohner unter 18 Jahren, 66 zwischen 18 und 49, 36 zwischen 50 und 64 und 45 Einwohner waren älter. Die Einwohner lebten in 72 Haushalten. Davon waren 24 Singlehaushalte, 18 Paare ohne Kinder und 24 Paare mit Kindern, sowie 3 Alleinerziehende und 3 Wohngemeinschaften. In 15 Haushalten lebten ausschließlich Senioren und in 42 Haushaltungen lebten keine Senioren.

### Einwohnerentwicklung
| Hesselbach: Einwohnerzahlen von 1834 bis 2020 | Hesselbach: Einwohnerzahlen von 1834 bis 2020 | Hesselbach: Einwohnerzahlen von 1834 bis 2020 | Hesselbach: Einwohnerzahlen von 1834 bis 2020 | Hesselbach: Einwohnerzahlen von 1834 bis 2020 |
| --- | --------------------------------------------- | --------------------------------------------- | --------------------------------------------- | --------------------------------------------- |
| Jahr |                                               |                                               |                                               | Einwohner                                     |
| 1834 | 1834                                          |                                               | 151                                           | 151                                           |
| 1840 | 1840                                          |                                               | 188                                           | 188                                           |
| 1846 | 1846                                          |                                               | 209                                           | 209                                           |
| 1852 | 1852                                          |                                               | 213                                           | 213                                           |
| 1858 | 1858                                          |                                               | 185                                           | 185                                           |
| 1864 | 1864                                          |                                               | 201                                           | 201                                           |
| 1871 | 1871                                          |                                               | 218                                           | 218                                           |
| 1875 | 1875                                          |                                               | 210                                           | 210                                           |
| 1885 | 1885                                          |                                               | 214                                           | 214                                           |
| 1895 | 1895                                          |                                               | 196                                           | 196                                           |
| 1905 | 1905                                          |                                               | 223                                           | 223                                           |
| 1910 | 1910                                          |                                               | 225                                           | 225                                           |
| 1925 | 1925                                          |                                               | 195                                           | 195                                           |
| 1939 | 1939                                          |                                               | 219                                           | 219                                           |
| 1946 | 1946                                          |                                               | 284                                           | 284                                           |
| 1950 | 1950                                          |                                               | 240                                           | 240                                           |
| 1956 | 1956                                          |                                               | 204                                           | 204                                           |
| 1961 | 1961                                          |                                               | 204                                           | 204                                           |
| 1967 | 1967                                          |                                               | 192                                           | 192                                           |
| 1970 | 1970                                          |                                               | 213                                           | 213                                           |
| 1980 | 1980                                          |                                               | ?                                             | ?                                             |
| 1990 | 1990                                          |                                               | ?                                             | ?                                             |
| 2000 | 2000                                          |                                               | ?                                             | ?                                             |
| 2011 | 2011                                          |                                               | 165                                           | 165                                           |
| 2018 | 2018                                          |                                               | 169                                           | 169                                           |
| 2020 | 2020                                          |                                               | 161                                           | 161                                           |
| Datenquelle: Historisches Gemeindeverzeichnis für Hessen: Die Bevölkerung der Gemeinden 1834 bis 1967. Wiesbaden: Hessisches Statistisches Landesamt, 1968. Weitere Quellen: LAGIS; Zensus 2011 |                                               |                                               |                                               |                                               |

### Historische Religionszugehörigkeit
Im Jahr 1961 gab es 196 katholische (= 96,08 %) und drei evangelische (= 1,47 %) Einwohner.

## Politik
Bei den Kommunalwahlen am 27. März 2011 entfielen im Rahmen der Wahlen zum Ortsbeirat 218 der gültigen Stimmen (= 72,4 %) auf die CDU und 83 Stimmen (= 27,6 %) auf die SPD. Damit errang die CDU zwei Mandate, die SPD einen Sitz im Ortsbeirat. Der Ortsbeirat war ein (unter anderem in Hessen) direkt gewähltes Verwaltungsorgan der Gemeinde, der die Interessen des Ortsteils gegenüber der gesamtgemeindlichen Verwaltung vertritt. Er besaß ein Vorschlags- und – bei allen wichtigen Entscheidungen – Anhörungsrecht. Seit der Fusion zur Stadt Oberzent besteht für die ehemaligen Ortsteile der Gemeinde Hesseneck ein gemeinsamer Ortsbeirat.

## Kultur und Sehenswürdigkeiten

### Kastell Hesselbach und Odenwaldlimes

Limites und römische Besiedlung im Odenwald

Am nordöstlichen Ortsrand befinden sich die Überreste des früheren Kastells Hesselbach, eines für die Forschung am Odenwaldlimes bedeutsamen römischen Kastells. Die Konturen seiner Umwehrung sind im Gelände als deutlicher Erdwall gut zu erkennen. Ferner lassen sich die Spuren des Limes, der über den Höhenrücken verlief, über eine weite Strecke sehr gut beobachten. Verschiedene Limeswachtürme sind in unterschiedlichen Erhaltungszuständen (teilweise als Bodenverformungen, teilweise als Rekonstruktionen) im Gelände zu sehen. Alle diese Bodendenkmale und Rekonstruktionen sind mit informativen Hinweistafeln versehen. Ein Limeslehrpfad führt zu den südlichen Nachbarkastellen, über das Kleinkastell Zwing und das Kleinkastell Seitzenbuche zum Kastell Schloßau, in nördliche Richtung zieht der Limeswanderweg auf das Kastell Würzberg zu und weiter nach Eulbach. Dieser Abschnitt des Limes in seinem Verlauf zwischen dem Kastell Wörth am Main und den Kastellen von Neckarburken (und darüber hinaus bis Bad Wimpfen) erfüllte seine Funktion von der Wende des ersten zum zweiten nachchristlichen Jahrhundert, bis er um das Jahr 160 etwa 30 Kilometer in östliche Richtung (Linie Kastelle von Miltenberg – Kastell Jagsthausen – Kastell Lorch) vorgeschoben wurde. Der mit einem weißen „L“ gekennzeichnete Limeswanderweg zählt in diesem Bereich des Hinteren Odenwalds zu den landschaftlich attraktivsten und kulturhistorisch bedeutendsten Wanderstrecken Deutschlands.

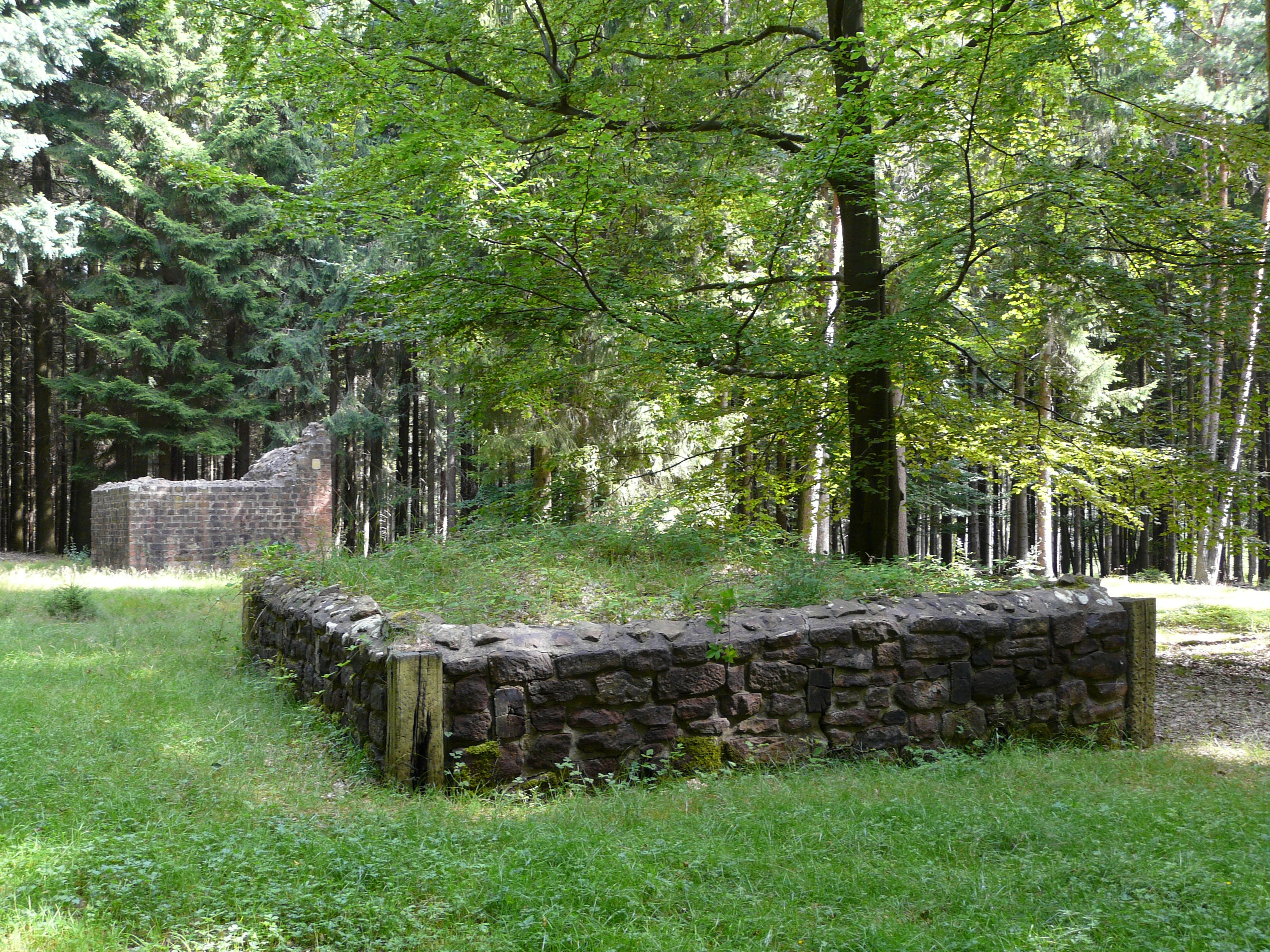
Holzturmfundament der Turmstelle Wp 10/30 „In den Vogelbaumhecken“ von SSW mit Steinturm im Hintergrund (Zustand: Juli 2009)
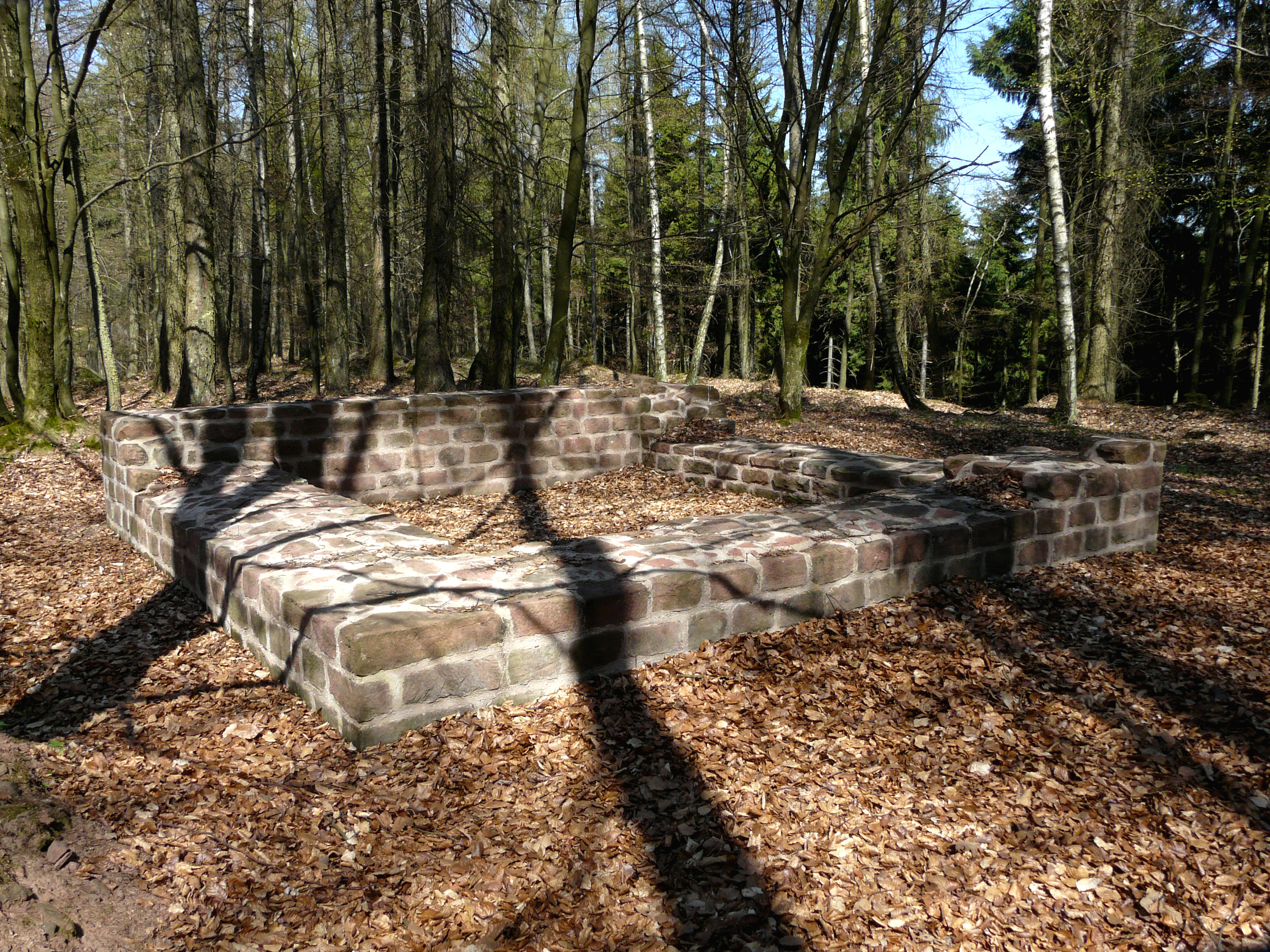
Rekonstruierter Steinturm der Turmstelle Wp 10/33 „Auf dem Kahlen Buckel“ (Zustand: April 2009)
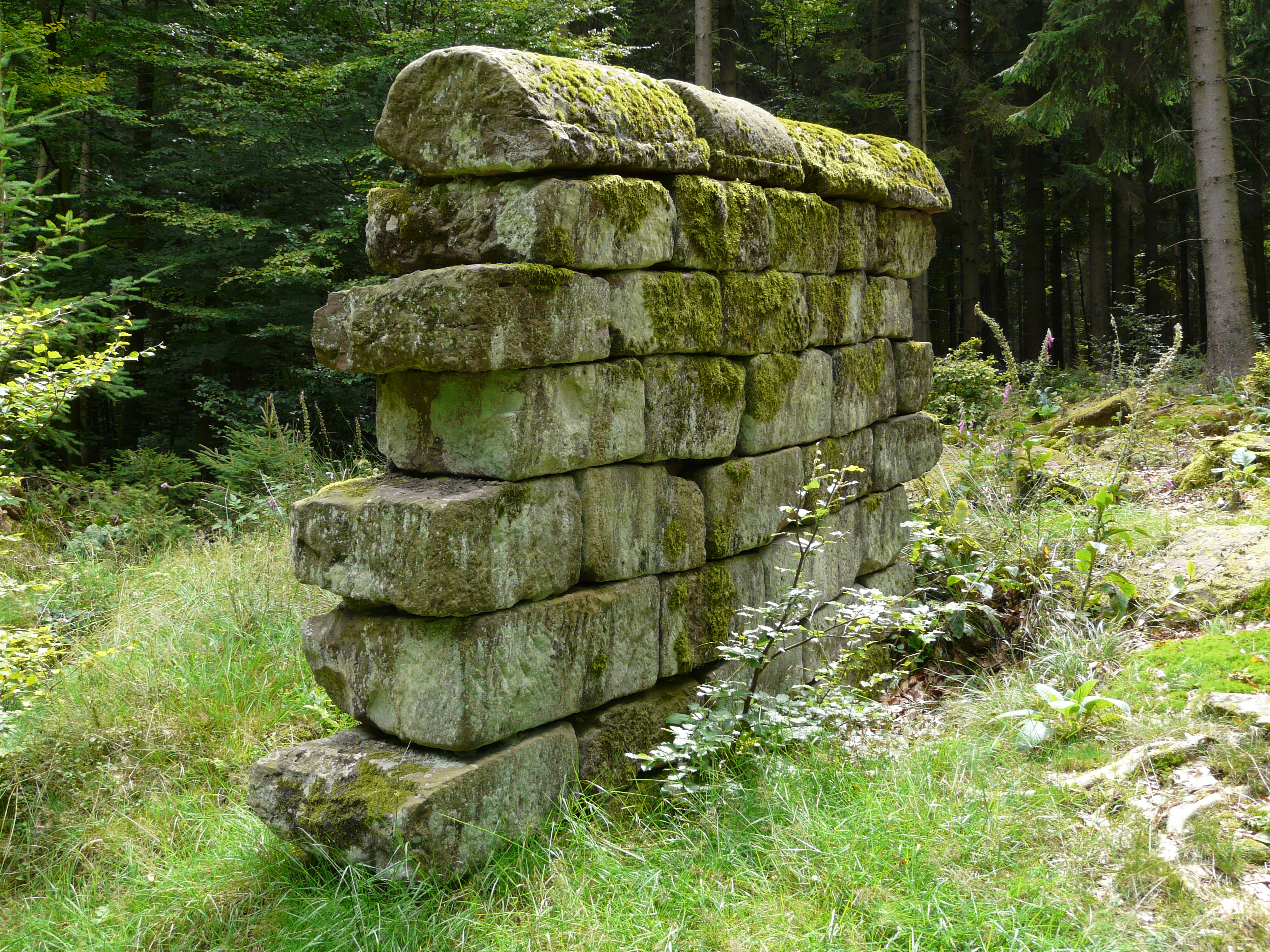
Limesmauer beim Kleinkastell Zwing; Innenansicht (Zustand: Juli 2009)
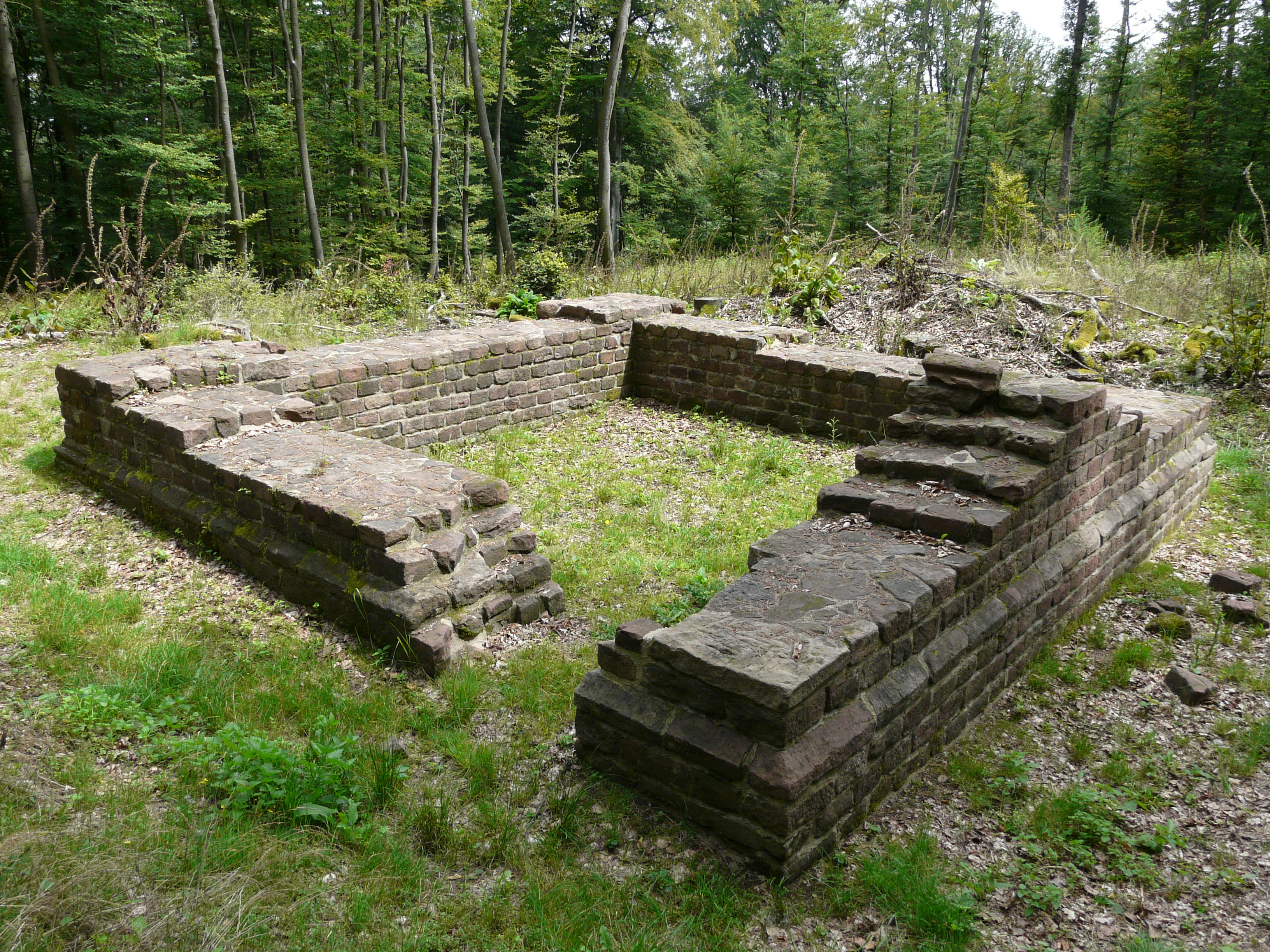
Rekonstruierter Steinturm der Turmstelle Wp 10/36 „Am Fischerspfad“ (Zustand: Juli 2009)
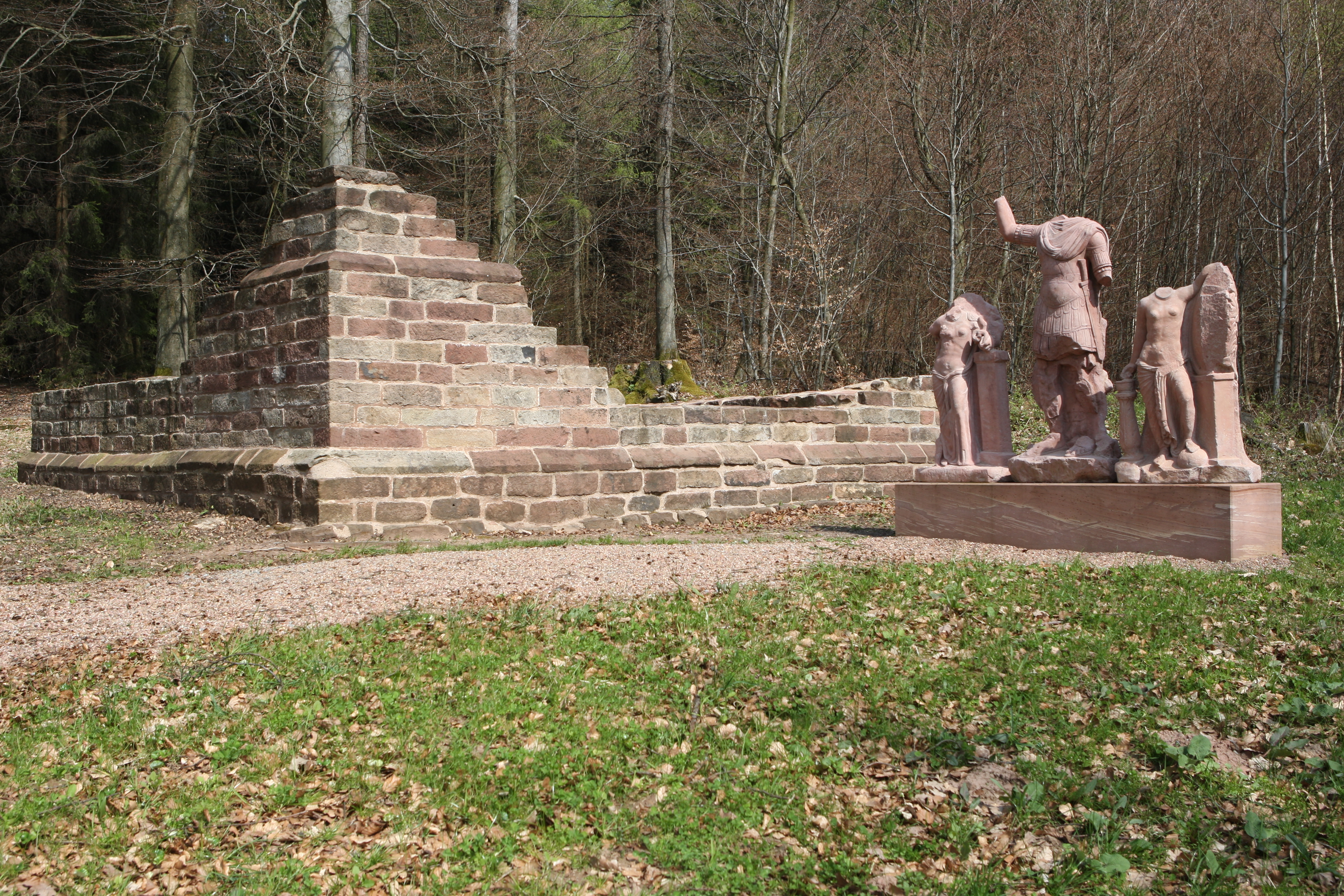
Wachturm Wp10/37 „Schneidershecke“; Turm B mit Nachbildung der Götterstatuen Salus, Mars und Victoria (Zustand: April 2010)

### Kulturdenkmäler

#### Pfarrkirche St. Luzia und St. Odilia

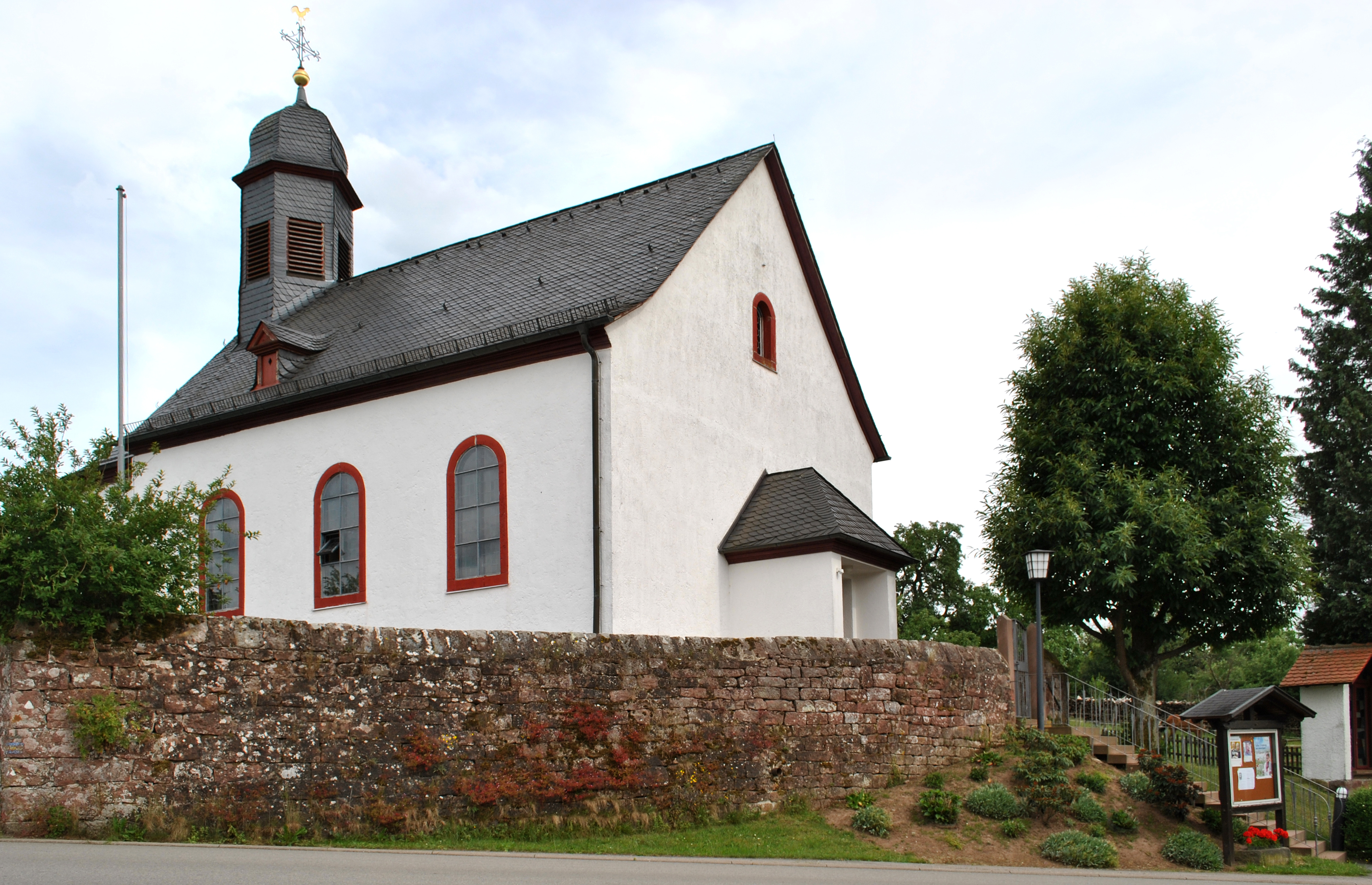
Pfarrkirche St. Luzia und St. Odilia (Juni 2011)

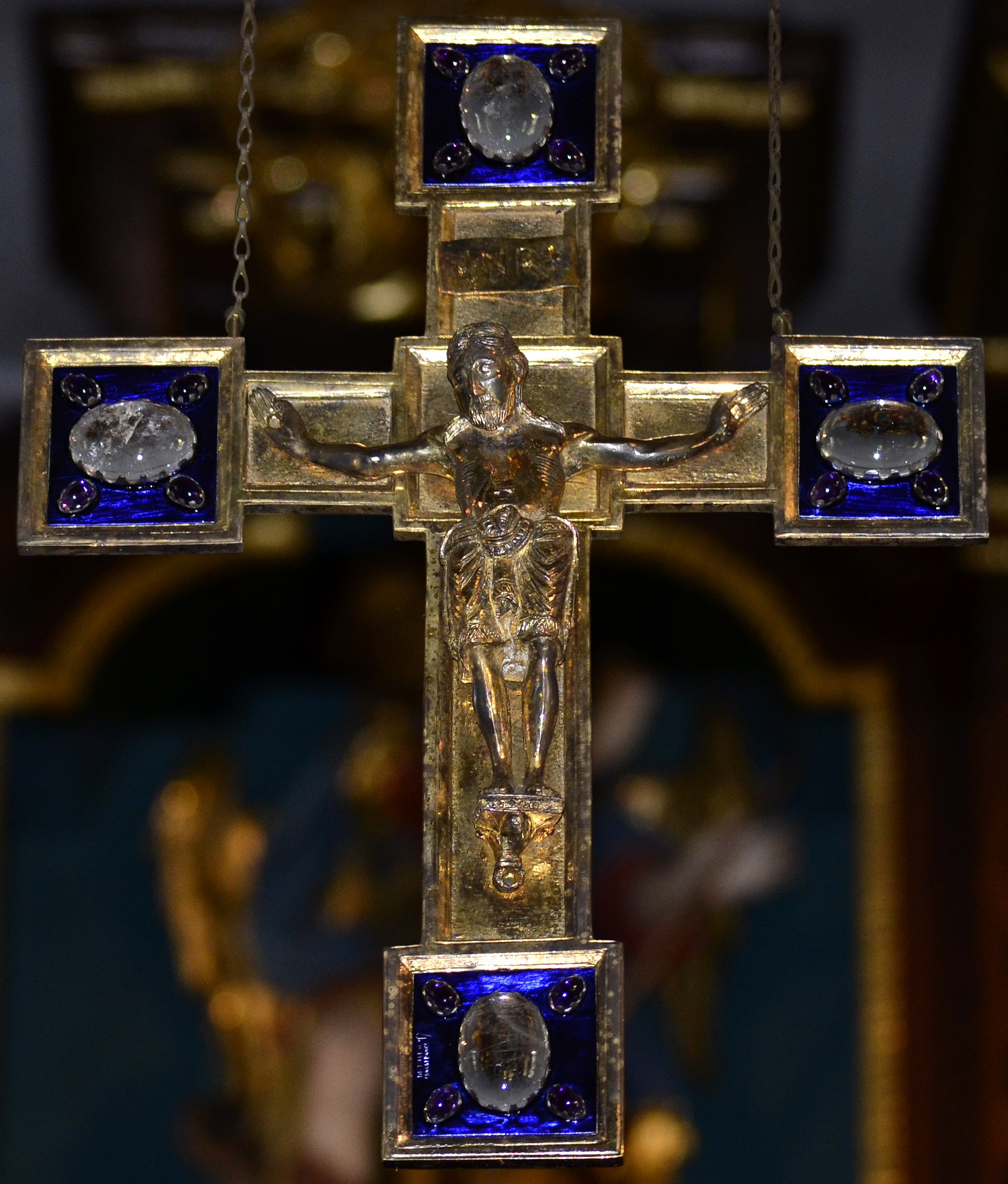
Kopie des „Hesselbacher Kreuzes“ (12. Jh.) in der Kirche St. Luzia und St. Odilia

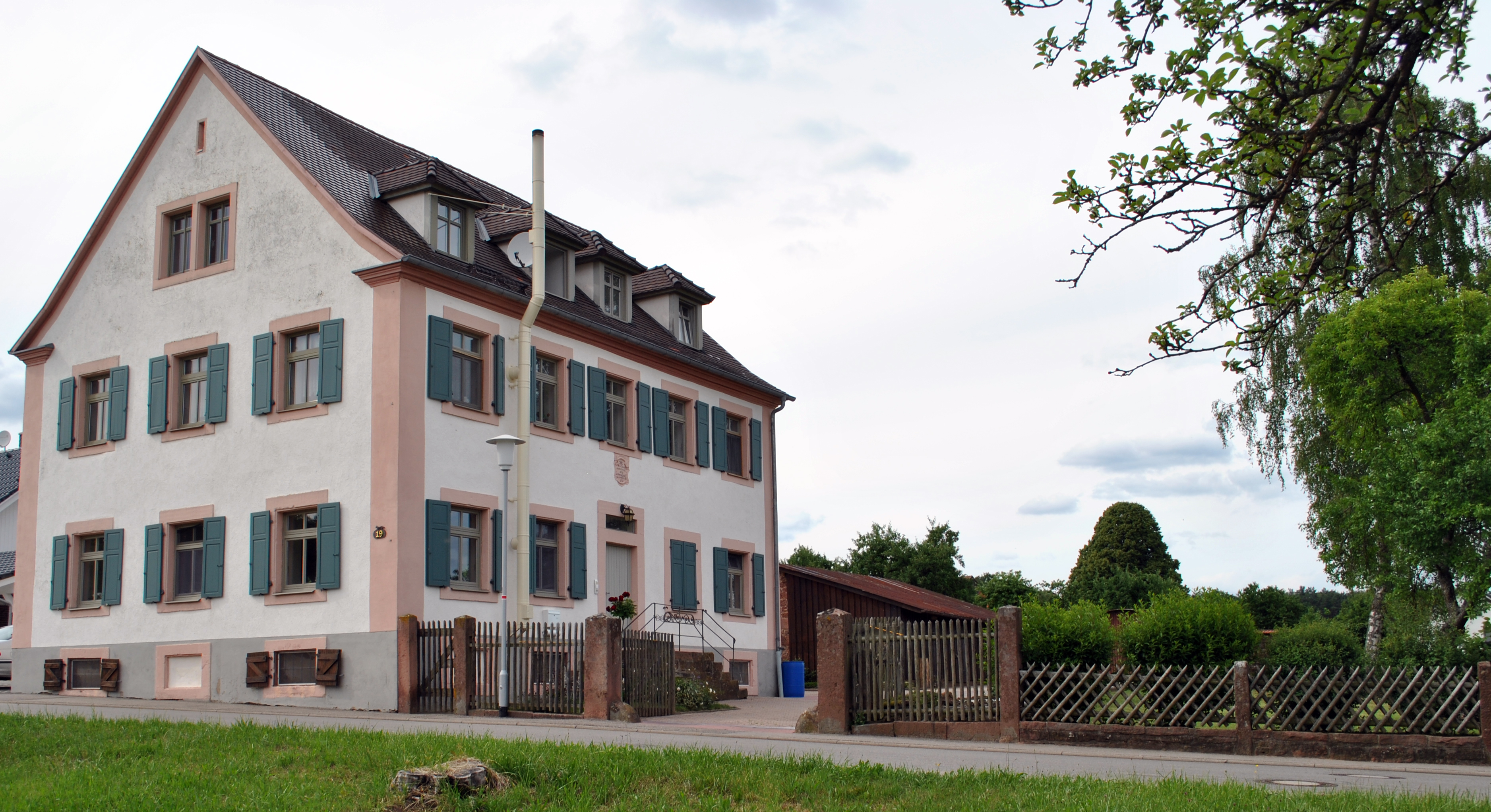
Ehem. Pfarrhaus (18. Jh.), Hauptstr. 19 (Zustand: Juni 2011)

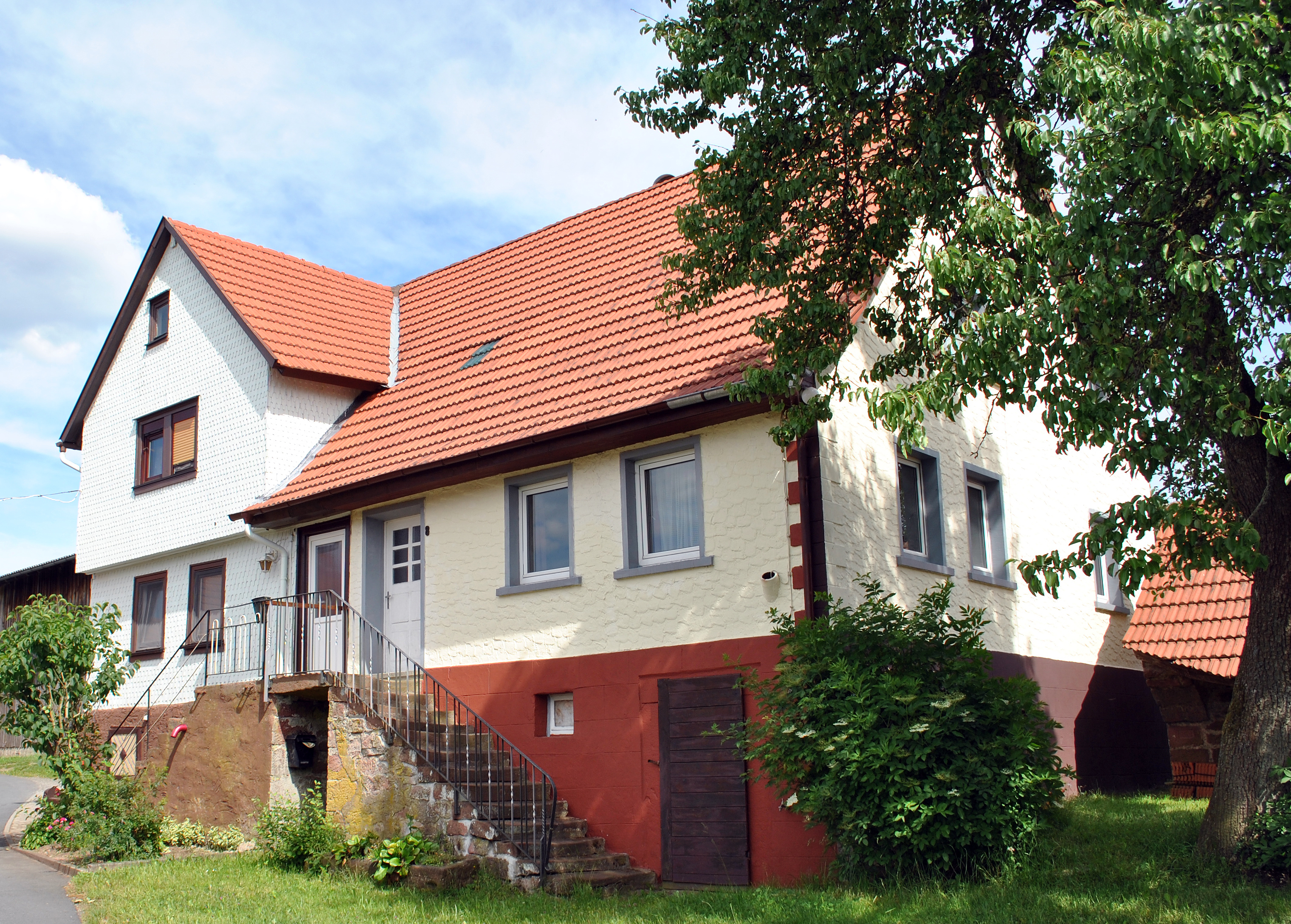
„Einhaus“ (19. Jh.) in der Wiesenstr. 9 (Zustand: Juni 2011)

In dem katholisch geprägten Ort befindet sich zentral an einem Westhang die katholische Pfarrkirche St. Luzia und St. Odilia. In der sich heute darstellenden Gestalt wurde sie 1766 erbaut. Ein Vorgängerbau ist aber bereits für die Zeit um 1400 nachgewiesen und das Fundmaterial der 1969 durchgeführten archäologischen Ausgrabungen deutet auf einen Ursprung mindestens im 13. Jahrhundert hin. Das aus einem Grab innerhalb der Kirche geborgene „Hesselbacher Kreuz“, das dem Schaffenskreis des Rogerus von Helmarshausen zugeordnet wird, macht aber auch eine Errichtung bereits im 12. Jahrhundert nicht unwahrscheinlich.

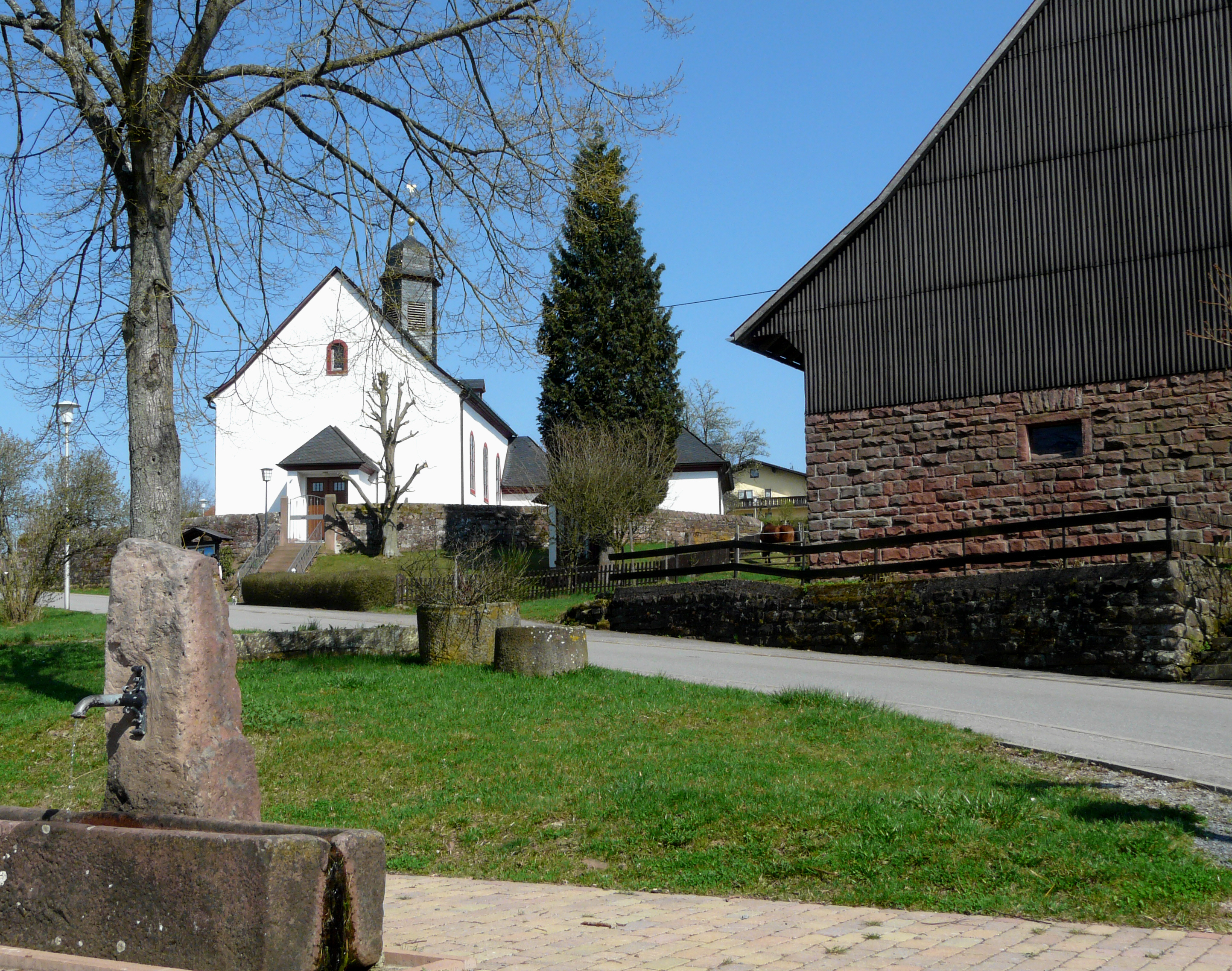
Pfarrkirche St. Luzia und St. Odilia (April 2009)
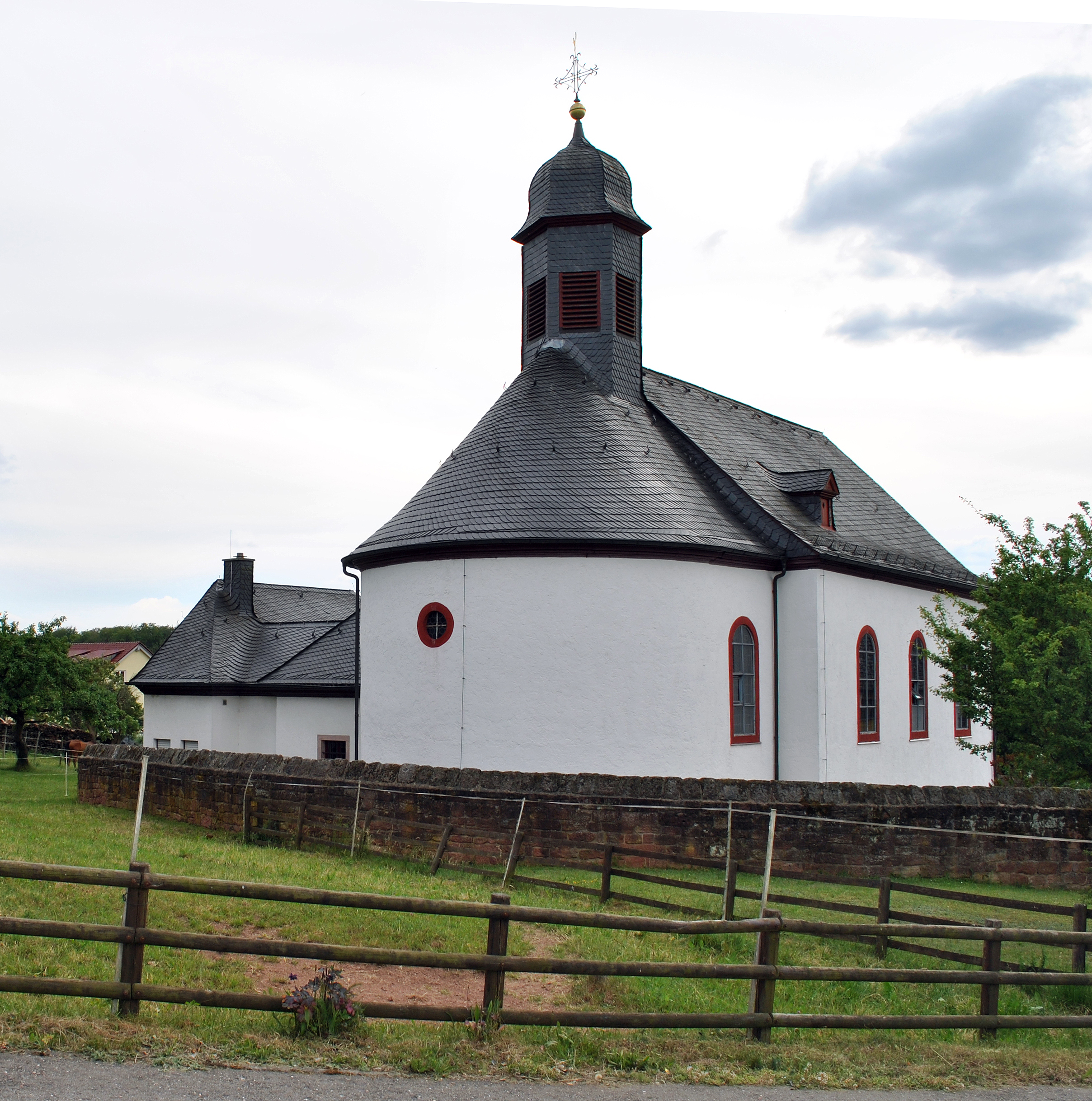
Rückseite der Kirche (Juni 2011)
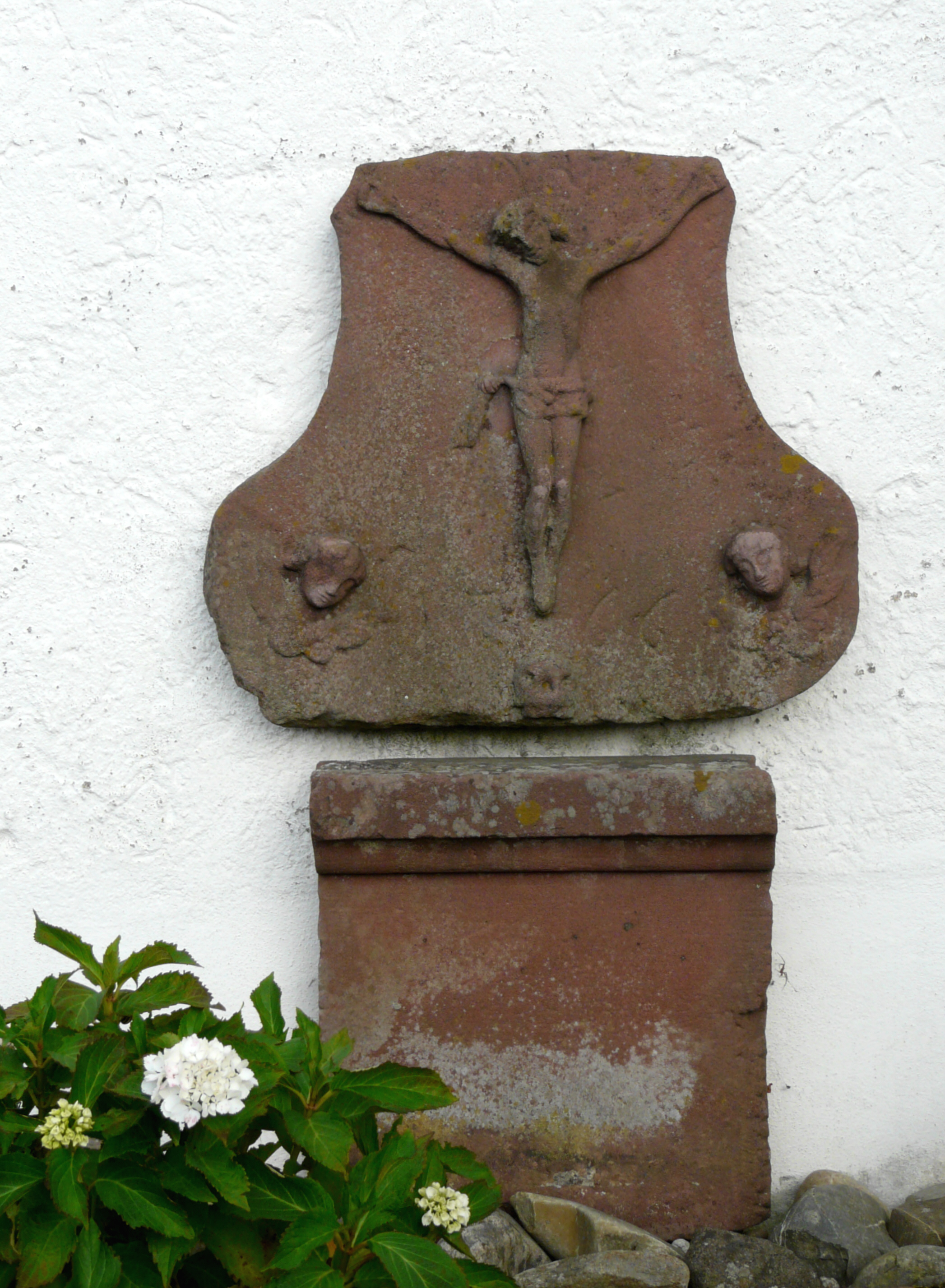
Grabsteinfragment an der Außenseite der Pfarrkirche (April 2009)
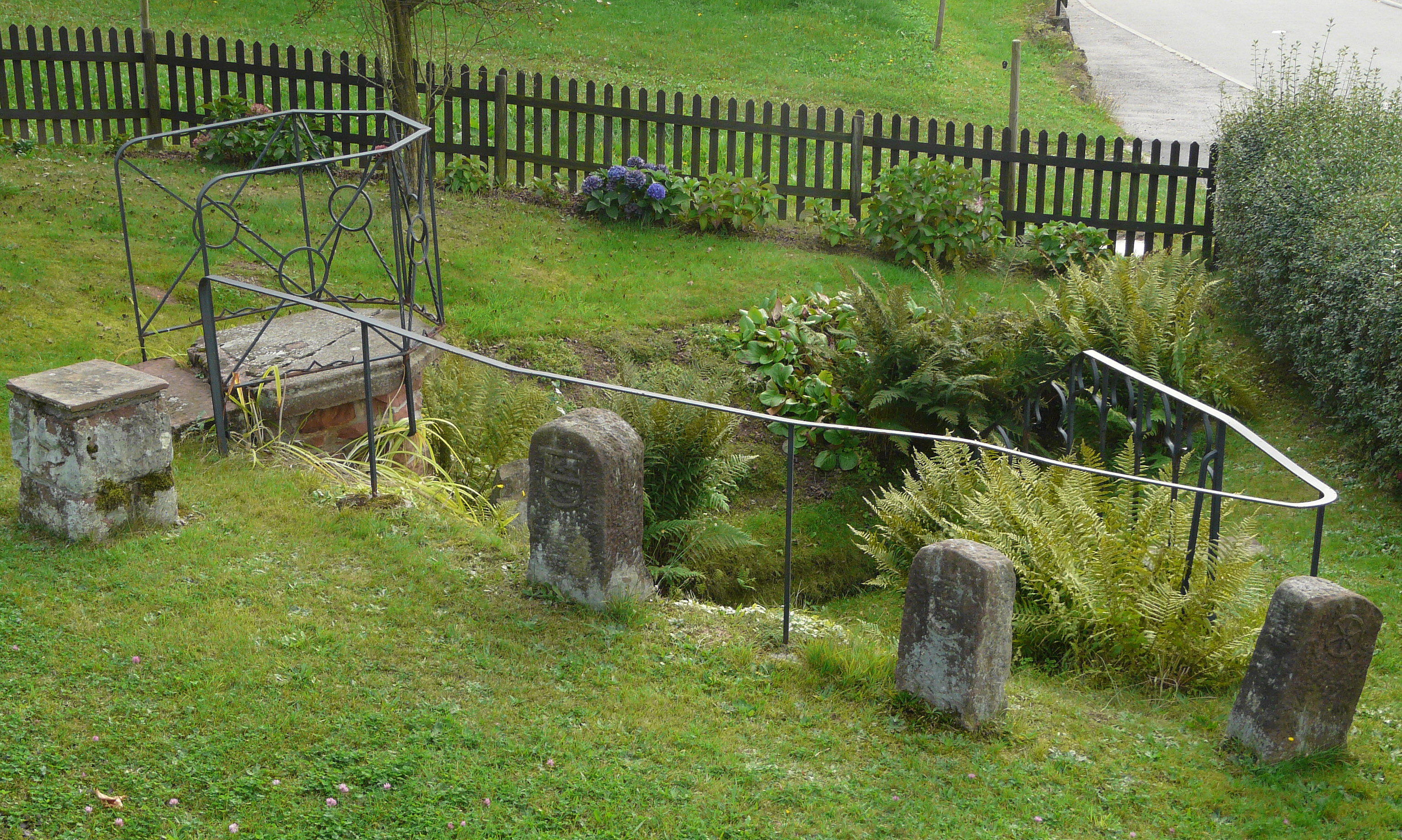
Quellplatz mit Kanzel vor der Kirche (April 2009)

Das Innere der von außen relativ schlicht wirkenden Kirche birgt einige Kunstschätze. Sehenswert sind der barocke Hochaltar, die Skulptur einer schwarzen Madonna sowie das Duplikat des Hesselbacher Kreuzes (das Original befindet sich im Hessischen Landesmuseum Darmstadt). Unmittelbar in der Kirche entsprang früher eine Quelle, deren Wasser heilende Kräfte zugesprochen wurden, so dass die Kirche bis zum frühen 19. Jahrhundert Ziel von Wallfahrten und dadurch eines der am stärksten frequentierten Quellheiligtümer des Odenwalds war. Die Quelle befindet sich heute wenige Meter unterhalb des Kirchportals.

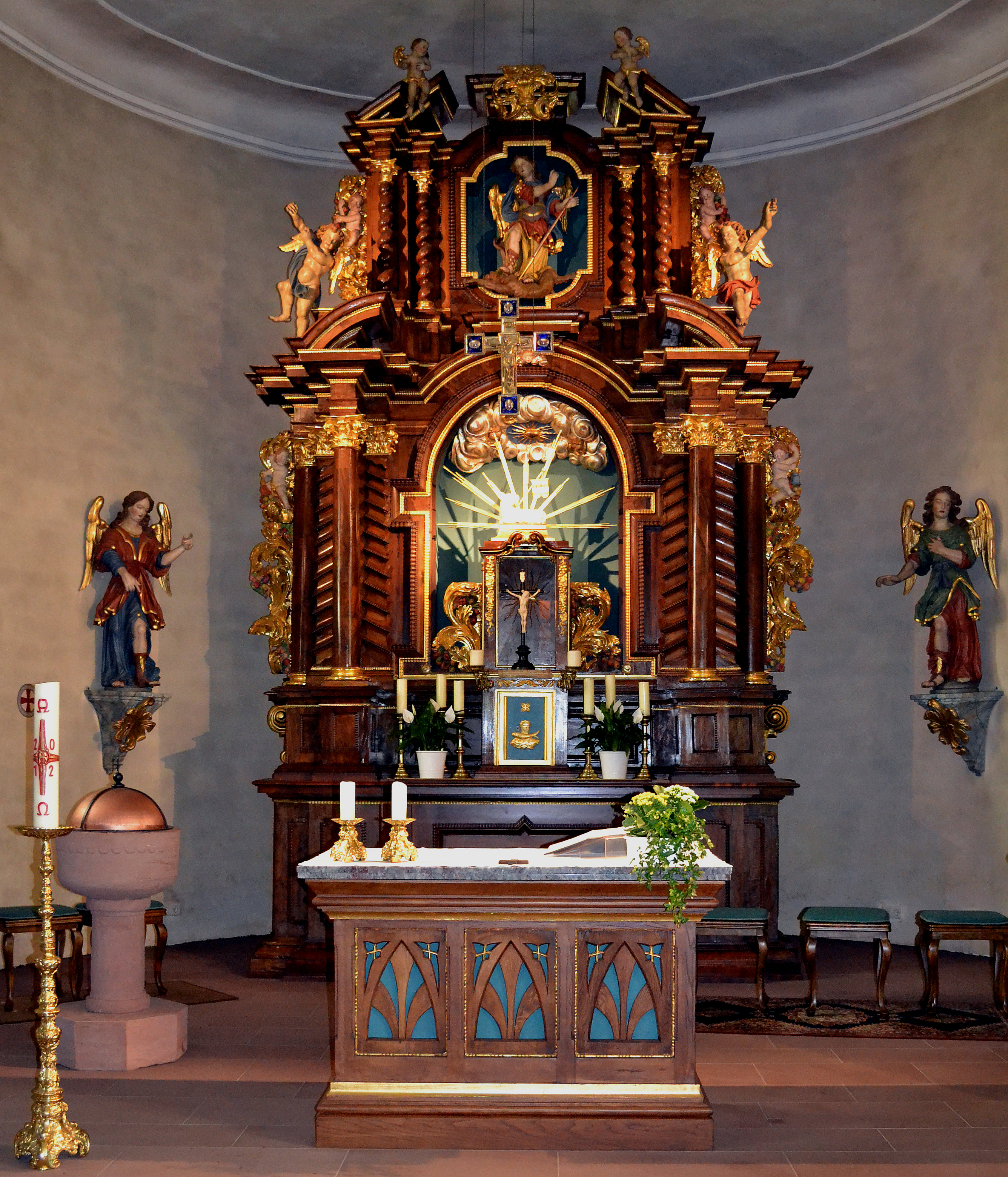
Barocker Hochaltar
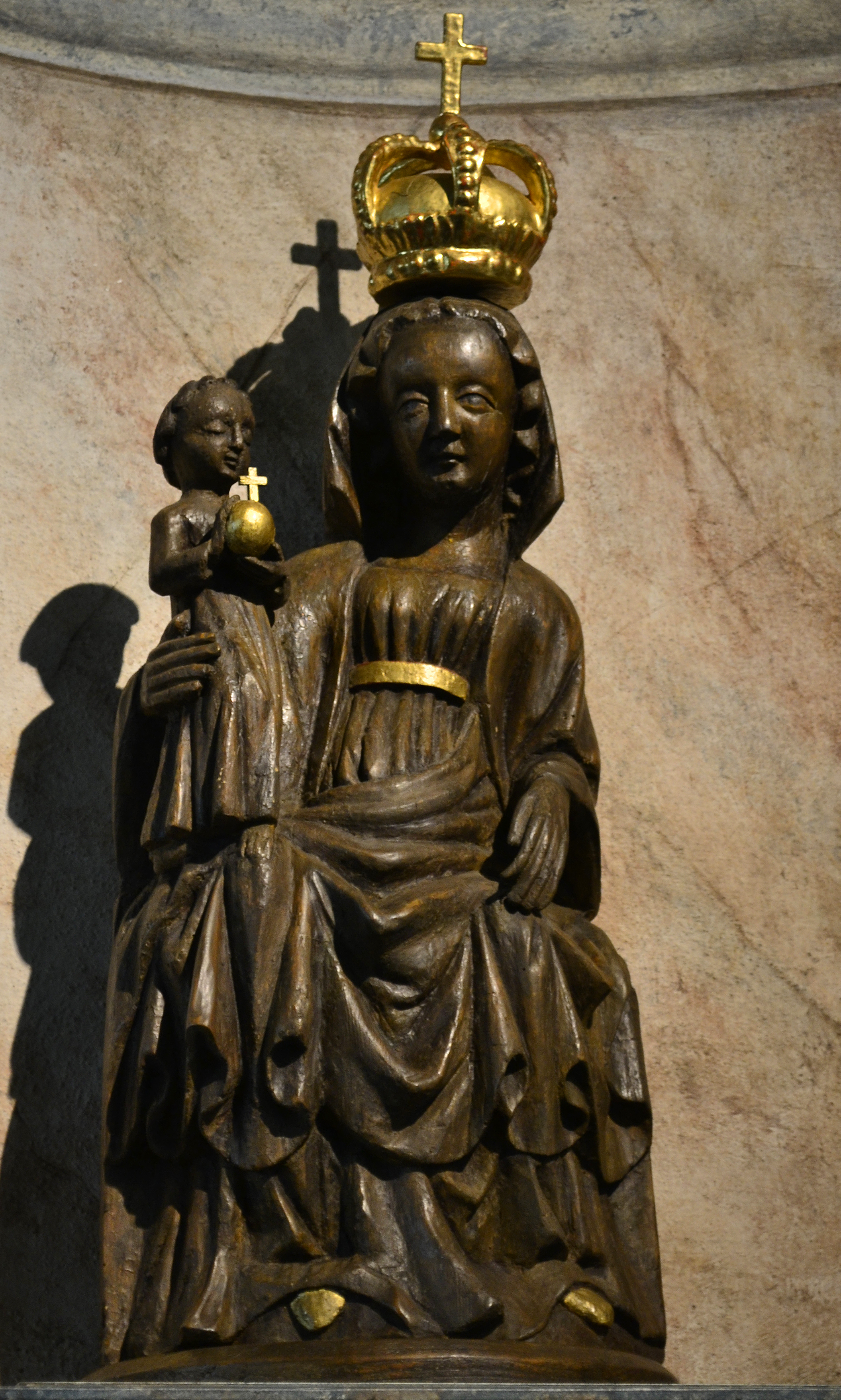
Schwarze Madonna (rechter Seitenaltar)
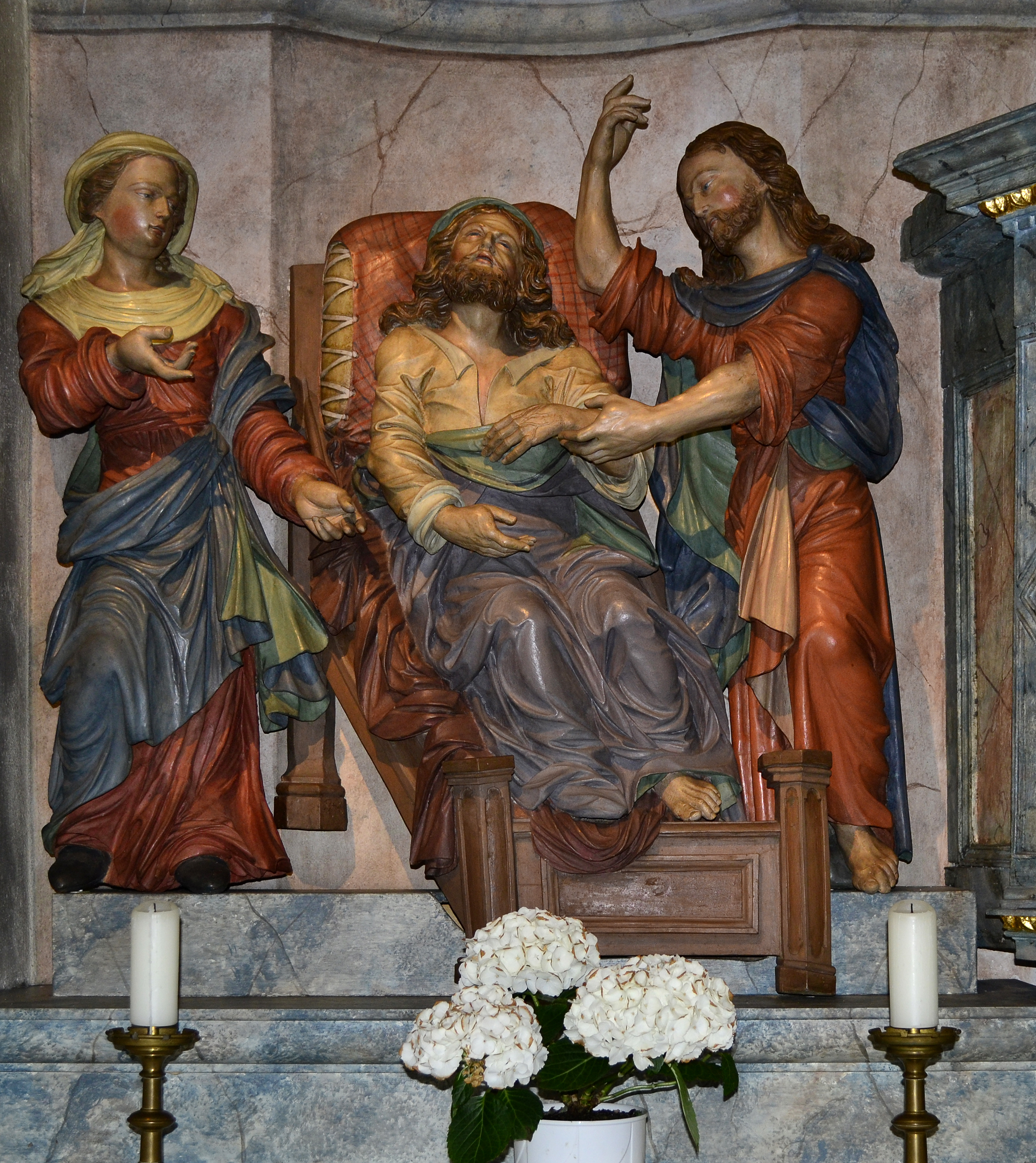
Schnitzerei auf dem linken Seitenaltar
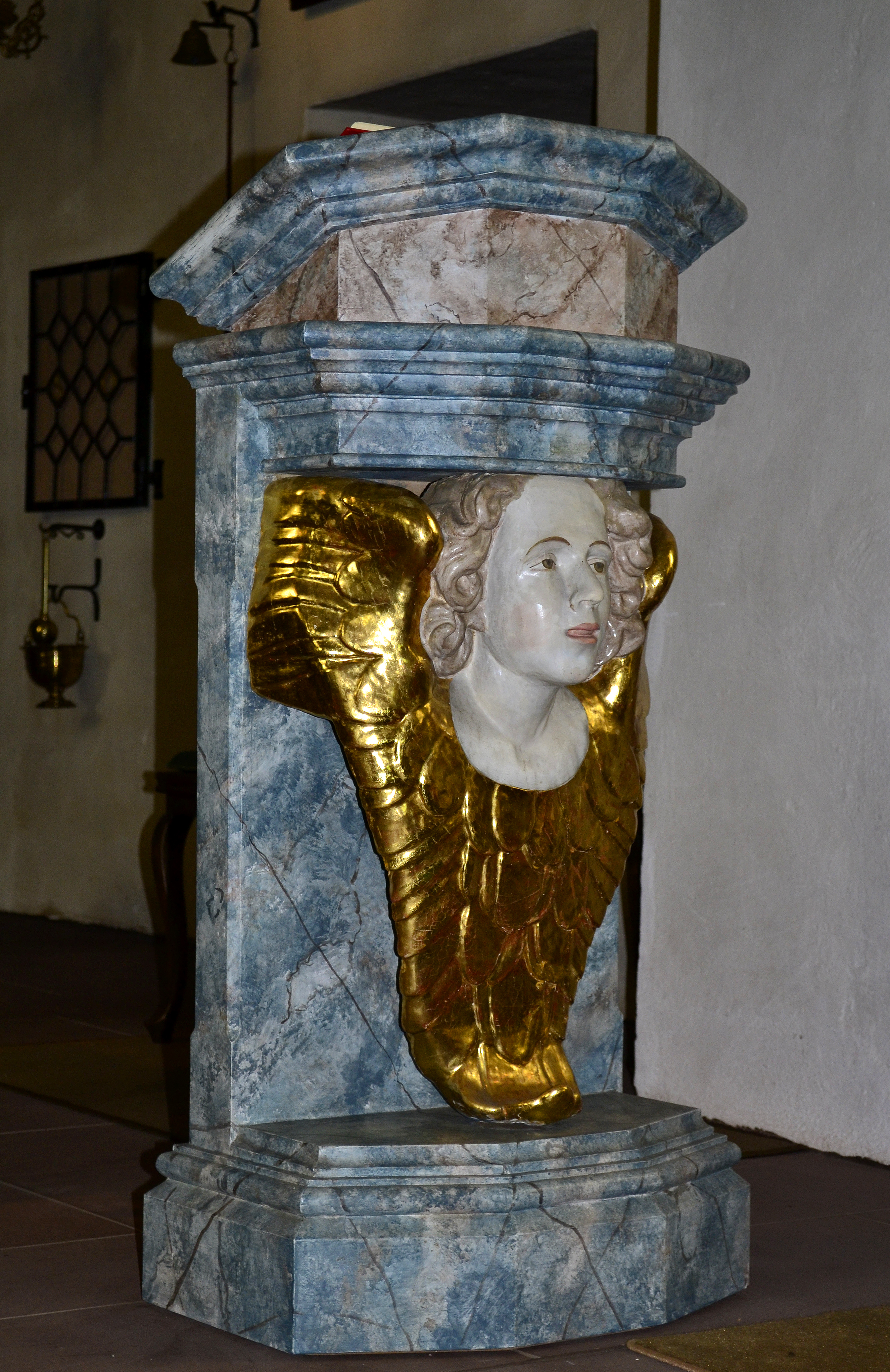
Lesepult
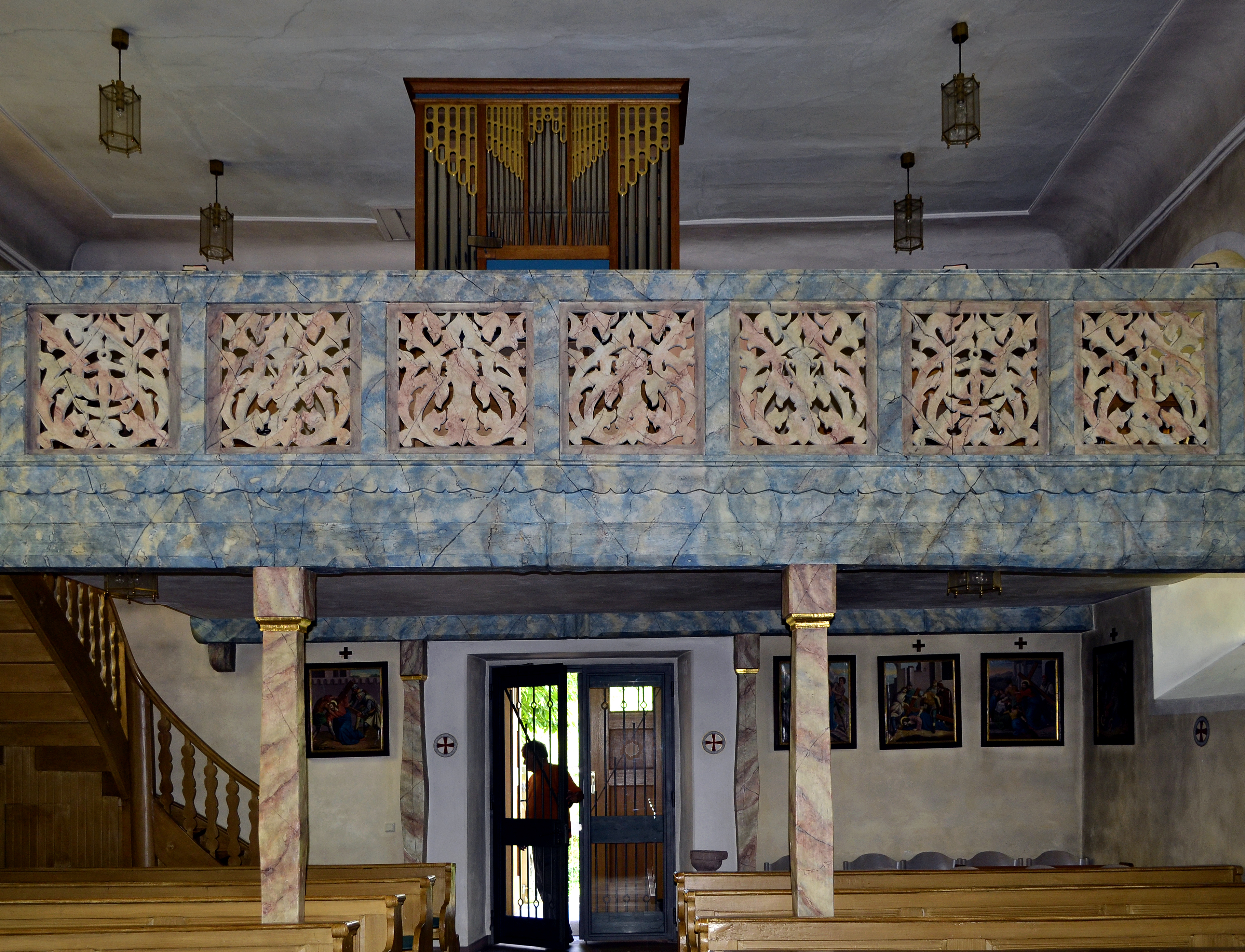
Orgelempore

#### Ehemaliges Pfarrhaus
An der Hauptstraße 19 liegt das heute als Erholungsheim genutzte frühere Pfarrhaus, der vormalige Jagdsitz der Amorbacher Äbte. Das repräsentative, zweistöckige Steingebäude wurde 1768 fertiggestellt. Zum Eingang führt eine zweiläufige Freitreppe, die Eingangstüre und die Fenster sind von Hausteinen eingerahmt. Oberhalb des Portals befindet sich zusammen mit dem Wappen der Äbte von Amorbach die lateinische Inschrift des Bauherrens:
Hiacinthus (Breuer) Abbas et Praelatus Amorbacensis has posuit aede(s) F.H.
Übersetzt: „Hyacintus Breuer, Abt und Prälat von Amorbach, hat dieses Gebäude errichtet.“
An einem Nebengebäude befindet sich ein weiterer mit Rosette und Pflanzengebinde verzierter Reliefstein des 18. Jahrhunderts. Die Einfriedung des Geländes mit ihren steinernen Pfosten steht ebenfalls unter Denkmalschutz.

#### Einhaus
In der Wiesenstraße, Haus-Nr. 9, befindet sich das einzige erhaltene Exemplar eines Odenwälder Einhauses im Dorf. Der einstöckige Fachwerkbau stammt aus dem frühen 19. Jahrhundert. In einem Einhaus waren alle Funktionen eines bewirtschafteten Bauernhofes unter einem Dach vereinigt. Es war ein kombiniertes Wohn- und Wirtschaftsgebäude mit Viehhaltung in kleinen Stallungen, Heu- und Strohlager unter dem Dach und Vorratshaltung im gemauerten Keller.

#### „Stellsteine“

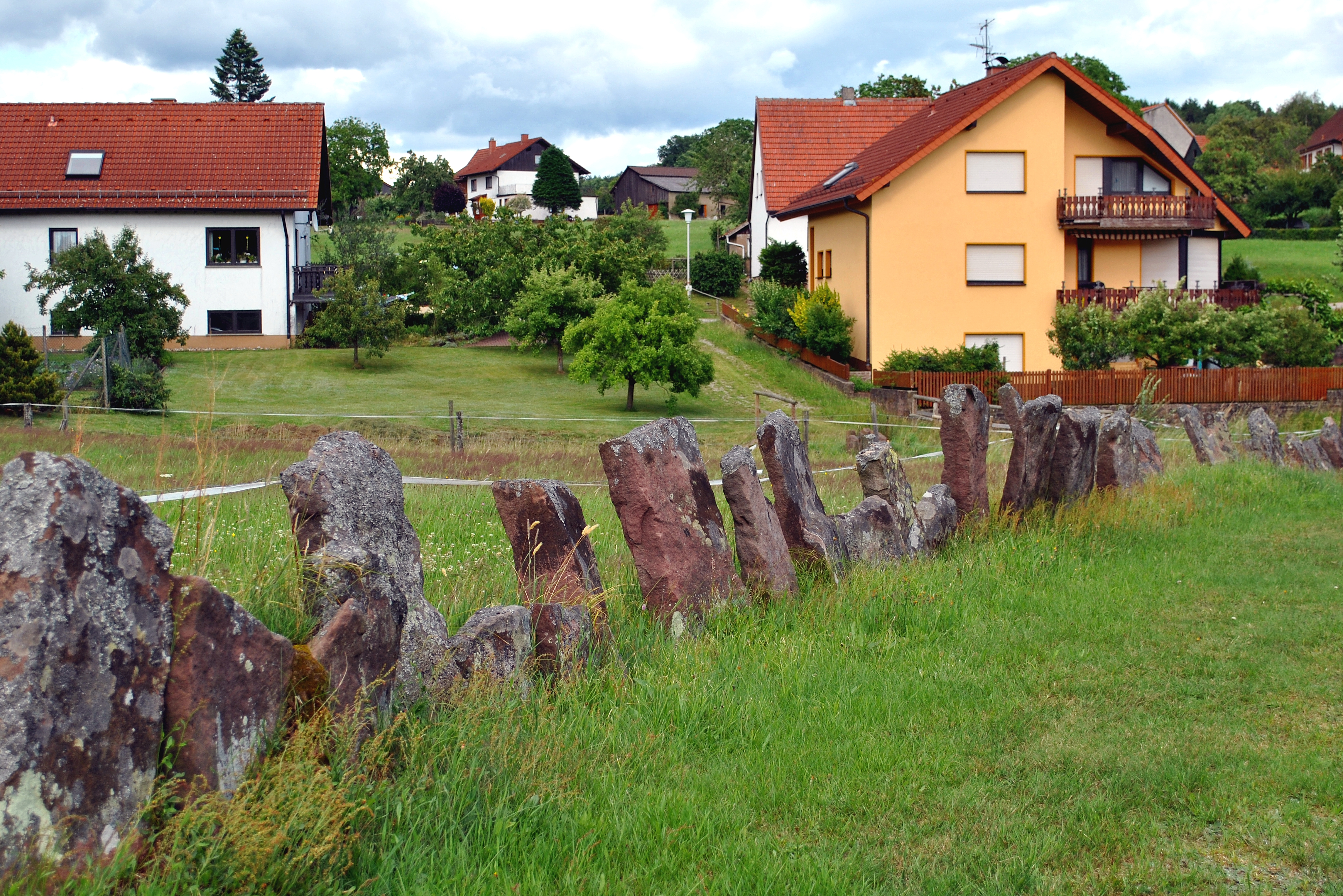
Sog. Stellsteine (Juni 2011)

In der Flur „Oberm Brunnen“ in der „Bockswiese“ befindet sich ein Feldweg, der von der Kirche kommend die Wiese in leichtem Bogen durchquert und dann weiter Richtung Schöllenbach nach Westen führt. Auf einer Strecke von ungefähr einhundert Metern wird er zu beiden Seiten von aufrecht stehenden Sandsteinplatten eingefasst. Mit diesen Platten, den so genannten Stellsteinen, waren früher die einzelnen Hufen gegeneinander abgegrenzt worden. Der Umstand, dass sich die Steine auf beiden Seiten des Weges befanden, spricht ferner dafür, dass sie auch die Aufgabe erfüllten, beim Viehtrieb das Ausbrechen der Tiere zu verhindern.

#### Bildstöcke

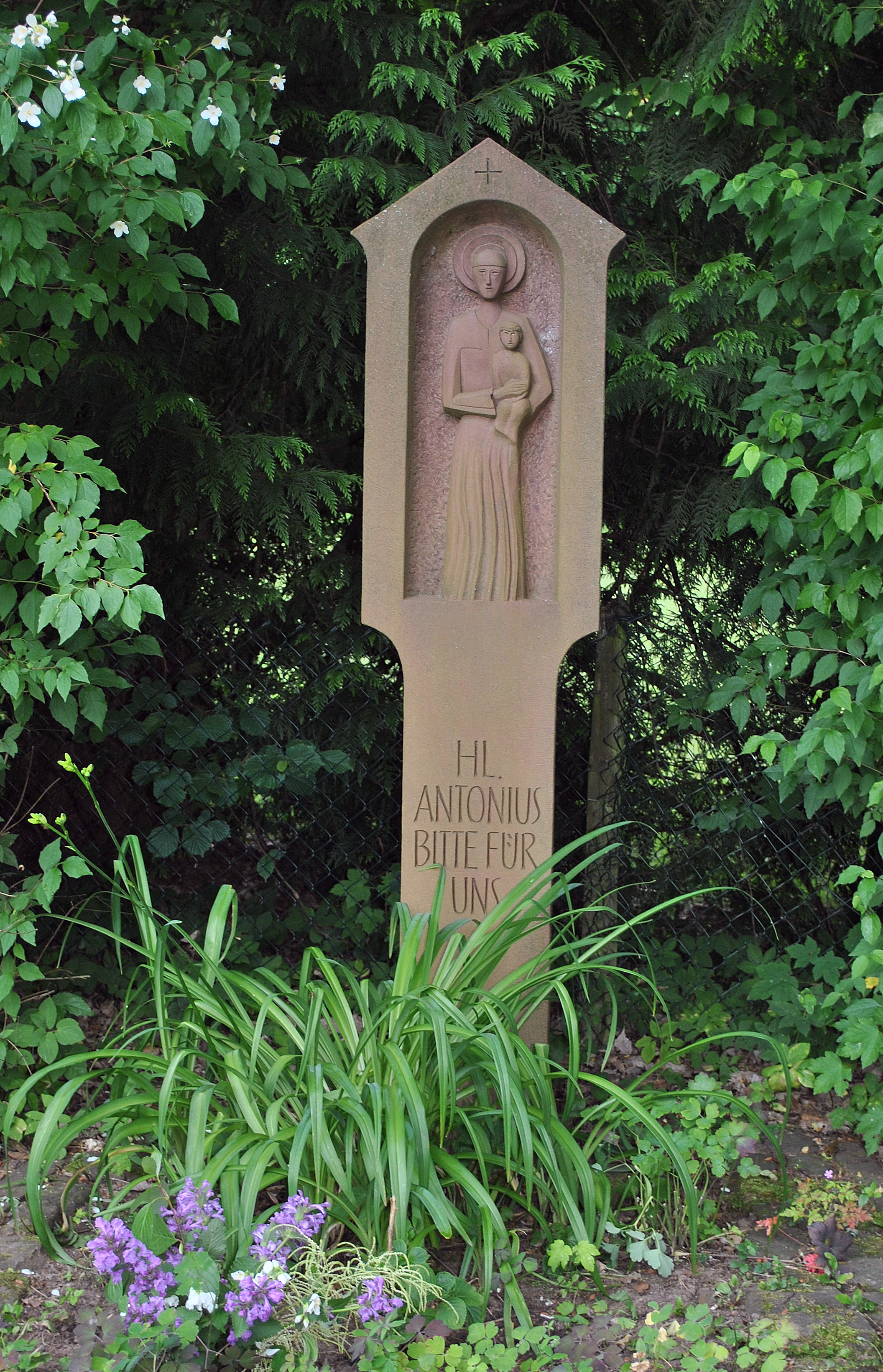
Moderner Bildstock an der Hauptstraße (Juni 2011)

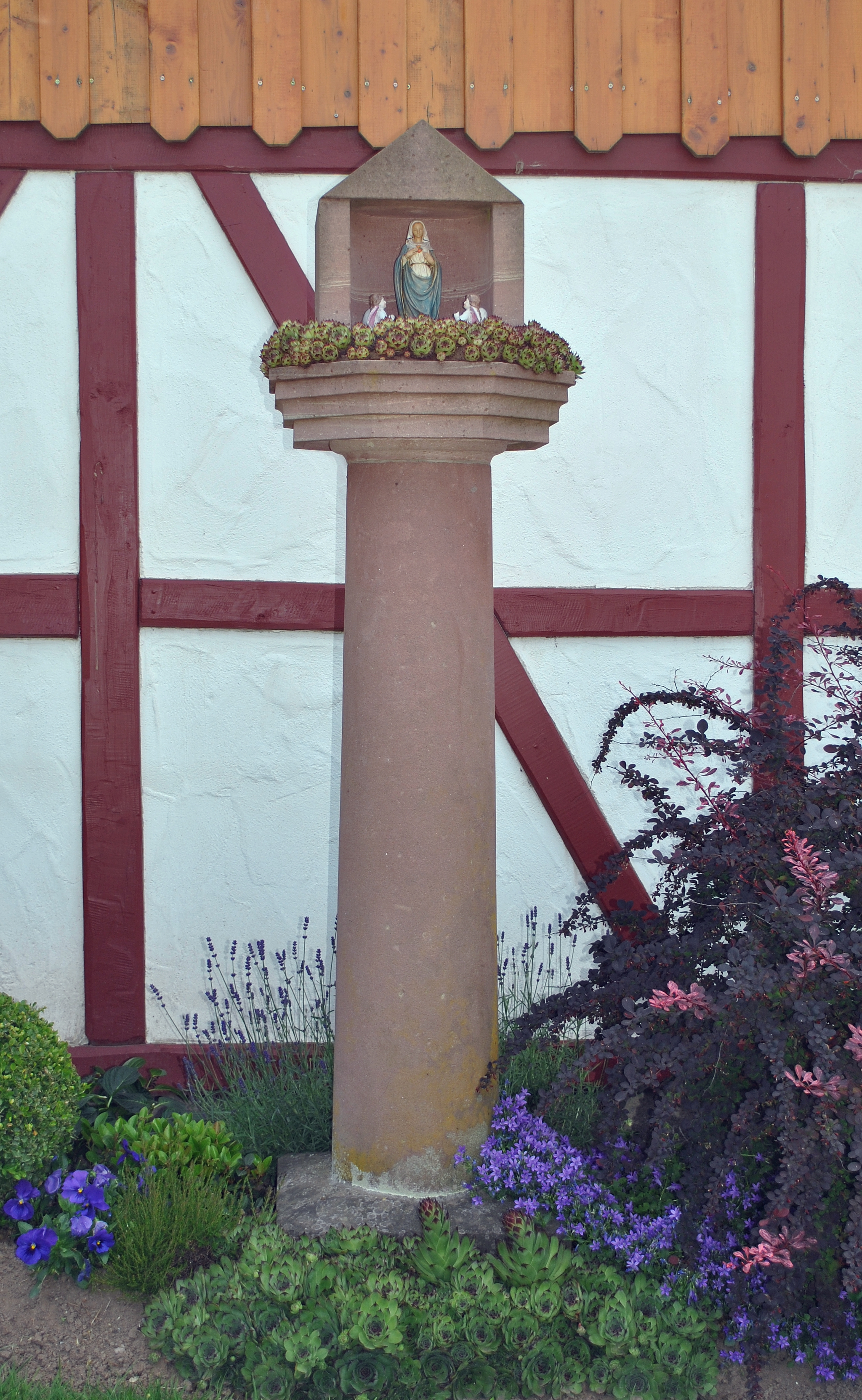
Moderner Bildstock an der Römerstraße (Juni 2011)

Insgesamt acht Bildstöcke, die allesamt den Status eines Kulturdenkmals nach dem Hessischen Denkmalschutzgesetz besitzen, widerspiegeln im Ortsbild die katholische Prägung des Dorfes in einer Umgebung mit protestantischer Dominanz. Sie wurden zwischen 1726 und 1840 errichtet und liegen verstreut innerhalb und außerhalb des Dorfes. Die Bildstöcke sind sandsteinerne, von auf Sockeln stehenden Säulen getragene Flachreliefbilder, ihre durchschnittliche Höhe liegt bei 2,50 m. Es werden zwei Typen unterschieden. Die älteren Stöcke (1726–1804) tragen von Voluten gerahmte Bildfelder, über denen sich geschweifte, zuweilen mit einem Kreuz besetzte Giebel befinden. Die jüngeren (1804–1840) Formen erscheinen als einfache Ädikulä mit Segmentgiebeln.
 Die Bildstöcke im Einzelnen:
| Datierung         | Flur                | Lage                       | Inschrift/Beschreibung | Bild |
| 1726              |                     | neben der Kirche           | Tafel: Kreuzigungsgruppe. Inschrift: DIESES / BILDT / HAT / FRANT(S) / SCHÖFER VND / ANA CHRISTINA / (MAG)EN LASSEN / 1726 Künstler: „Boxbrunner Meister“ |      |
| 1729              |                     | „Am Kastell 10“ (Innenhof) | Tafel: „Walldürner Blutbild“ (1840 eingesetzt). Inschrift: DIESS / BILT·HAT / LASEN AVF / RIGTEN·JO / HANES / ·KRIM SCHV / LTEIS VND / SHINE HA / VS FRAV / ANGNES / 1729 Künstler: „Boxbrunner Meister“ |      |
| 1803              | „Spitzacker“        | südöstlicher Ortsausgang   | Tafel: Vesperbild; auf den Seitenflächen Wendelin und Johannes Nepomuk. Schaft: Engelskopf; blattartiges Dekor. Inschrift: EX VOTO JOHANES NOHE V MARGARETA DESEN EHEWEIB ANO 1803 Künstler: „Mudauer Meister“ |      |
| 1803              |                     | am Gasthaus „Grüner Baum“  | Tafel: Heilige Dreifaltigkeit; von den Figuren auf den Seitenflächen ist nur noch Wendelin identifizierbar. Schaft: Vesperbild mit Spuren ehemaliger Bemalung; Rosetten; auf dem vorderen Sockelfeld Doppelweck und Spitzweck. Inschrift: EX VOTO CASPER GALM V BARBARA DESEN EHEWEIB ANO 1803 Künstler: „Mudauer Meister“ |      |
| 1803              | „Im Ort“            | am Kastell                 | |      |
| 1804              | „Im Katzenloch“     | südlicher Ortsausgang      | |      |
| 1. Hälfte 19. Jh. | „In der Wagenlücke“ | nordwestlicher Ortsrand    | |      |
| 1840              | „Im Euterberg“      | nördlich von Hesselbach    | Im Sommer 2012 zerstört (siehe Bild), Tafel verschwunden |      |

#### Steinkreuze

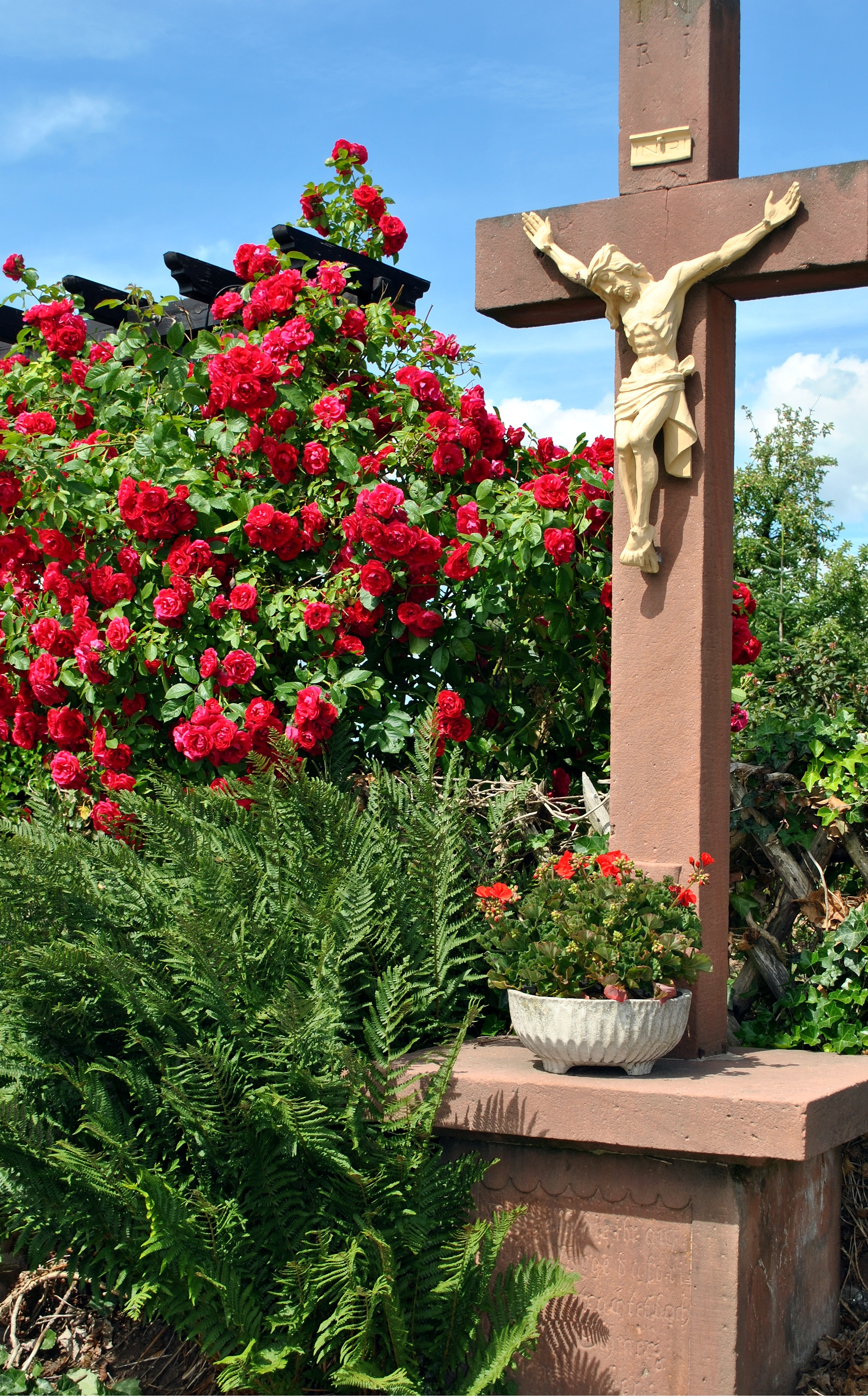
Modernes Steinkreuz an der Kailbacher Str. 2 (Juni 2011)

Ebenfalls Kulturdenkmale sind drei schlichte steinerne Kreuze. Bis auf eines, dessen Vorderseite die Axt eines Holzfällers oder Zimmermanns darstellt, tragen sie keinerlei Verzierungen, Inschriften, Jahreszahlen oder stilistische Merkmale, mit deren Hilfe eine Datierung möglich wäre. Die Beweggründe, die zu ihrer Aufstellung führten, sind ungewiss. Solche Steinkreuze wurden im Mittelalter oft an Stellen errichtet, an denen jemand schuldlos, aber ohne vorher noch die Sterbesakramente empfangen zu können, zu Tode gekommen war. Vorübergehende hatten so die Möglichkeit, für die Seele des Verunglückten oder Ermordeten Fürbitten zu beten. Möglicherweise handelt es sich bei den Hesselbacher Kreuzen aber auch zum Teil um „Sühnekreuze“, die zur Sühne eines Vergehens oder Verbrechens errichtet worden sind.
Die drei Kreuze im Einzelnen:
| Material  | Maße                                            | Datierung | Lage                                                                    | Beschreibung | Bild |
| Sandstein | Höhe: 89 cm Breite: 79 cm Tiefe: 17 bis 22 cm   | unbekannt | Flur 2/30 „Im Ort“ am östlichen Ortsausgang                             | stark verwittertes Kreuz ohne Fase und ohne bildliche Darstellung |      |
| Sandstein | Höhe: 135 cm Breite: 105 cm Tiefe: 20 bis 28 cm | um 1500   | Flur 2/65 „Oberm Brunnen“ auf einer Wiese bei der Kirche                | Kreuz ohne Fase. Auf der Schauseite befindet sich die Darstellung der Axt eines Zimmermanns oder Holzfällers in flach erhabener Relieftechnik. Der Typ der Axt war im ausgehenden 15./beginnenden 16. Jahrhundert in Gebrauch. |      |
| Sandstein | Höhe: 140 cm Breite: 88 cm Tiefe: 22 cm         | unbekannt | Flur 1/197 „Steinetsfeld“ bzw. „Spitzacker“ an der Straße nach Schloßau | Kanten des Kreuzes mit deutlich ausgeprägten Fasen, ohne bildliche Darstellung |      |

#### „Dreiländereck“ und historische Grenzsteine an den Gemarkungsgrenzen

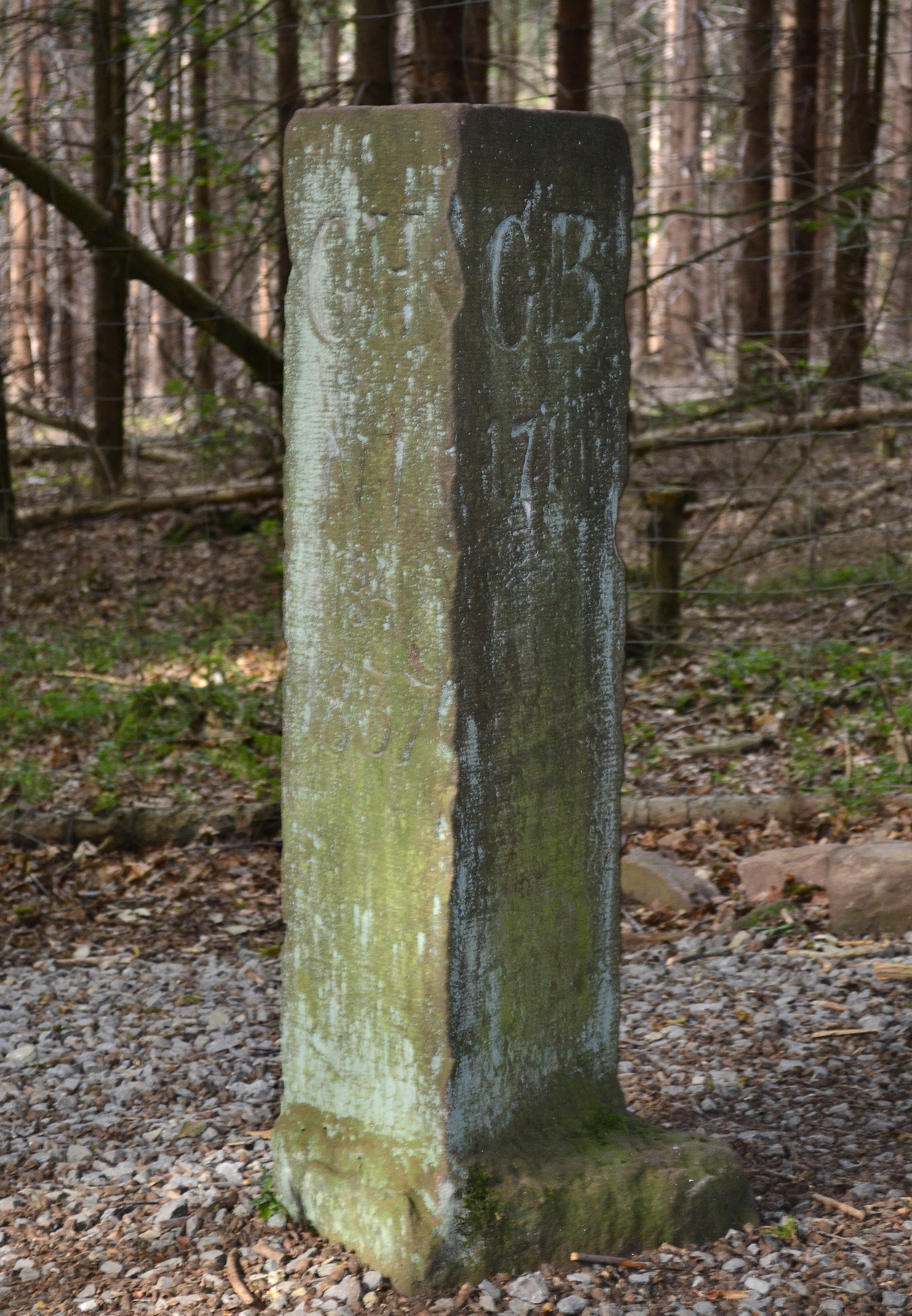
Sog. Dreiländerstein

Seit 1837 ist der Punkt, an dem die Grenzen von Hessen, Baden-(Württemberg) und Bayern zusammentreffen, mit einem 1,3 m hohen Grenzstein gekennzeichnet. Der Stein trägt die eingemeißelten die Buchstabenpaare GH (Großherzogtum Hessen), GB (Großherzogtum Baden) und KB (Königreich Bayern), er befindet sich nur wenige Gehminuten vom Hesselbacher Ortsrand entfernt. Darüber hinaus finden sich an den Hesselbacher Gemarkungsgrenzen, die zugleich Landesgrenzen waren, weitere historische Grenzsteine, von denen die meisten aus dem 19., einige aber auch noch aus dem 18. Jahrhundert stammen:
| Nr. | Anzahl                                           | Gemarkungsgrenze Landesgrenze                                                              | Inschrift/Beschreibung | Lage                                                                     | Bild |
|     | Einzelstein                                      | Breitenbuch Bayern                                                                         | Vorderseite: „GH + H“ Rückseite: „KB + BR“ |                                                                          |      |
| 43  | mehrere ältere Steine bei den neuen Grenzsteinen | Breitenbuch Bayern                                                                         | Jahreszahl „1780“ und jeweils eine Steinnummer (z. B. „XIIII“); eingehauene Kreuze | Am Waldweg nach Bullau, am östlichen Rande des Eutertals auf 484,0 m NHN |      |
|     | zwei Steine                                      | Breitenbuch/Breitenbach Bayern                                                             | Älterer Stein mit Steinnummer „XXXVIII“ VS: „GH“ über „H“ RS: „1780“ Jüngerer Stein: VS: „GH“ über „H“ unterhalb des Wappens links: „GB“ über „BR“ rechts: „Bba“ RS: „KB“ unterhalb des Wappens |                                                                          |      |
|     | Einzelstein                                      | Breitenbach Bayern                                                                         | VS: heute nicht mehr leserliche Jahreszahl „1779“, darunter Abtsstab RS: „2“ (Steinnummer) neben „H“                                                                                            |                                                                          |      |
|     | Einzelstein                                      | Breitenbach Bayern                                                                         | VS: „GH“ über „H“ RS: „KB“ über „Bba“ |                                                                          |      |
|     | Einzelstein                                      | Breitenbach / Bayern Ernsttal (ehemals Neubrunn, Anfang des 19. Jahrhunderts wüst) / Baden | „Dreiländerstein“ mit dreieckigem Grundriss 1: „GH“ über „NI“ über „134“ über der Jahreszahl „1837“ 2: „KB“ 3: „GB“ über „171“                                                                  |                                                                          |      |
|     | Einzelstein                                      | Ernsttal Baden                                                                             | VS: „GH“ RS: „GB“ |                                                                          |      |
|     | Einzelstein                                      | Ernsttal/Baden                                                                             | VS: „GH“ über „116“ rechts: Jahreszahl „1892“ RS: „LG“ links: „GB“ über „13½“ |                                                                          |      |
|     | Einzelstein                                      | Ernsttal, Friedrichsdorf Baden                                                             | VS: „VH“ über „102“ rechts: „RB“ RS: Jahreszahl „1924“ links: „LG“ über „20½“ |                                                                          |      |
|     | Einzelstein                                      | Friedrichsdorf Baden                                                                       | VS: Erbacher Wappen RS: Mainzer Rad |                                                                          |      |
|     | Felsmarkierung                                   | Friedrichsdorf Baden                                                                       | Erbach’scher Stern, Mainzer Rad und ein Kreuz |                                                                          |      |
|     | Felsmarkierung                                   | Friedrichsdorf Baden                                                                       | Erbach’scher Stern, Kreuz und Mainzer Rad; Jahreszahl „1837“ |                                                                          |      |
|     | Felsmarkierung                                   | Friedrichsdorf Baden                                                                       | Mainzer Rad, Jahreszahl „1752“, Erbach’scher Stern; Kreuz |                                                                          |      |

### Bildung

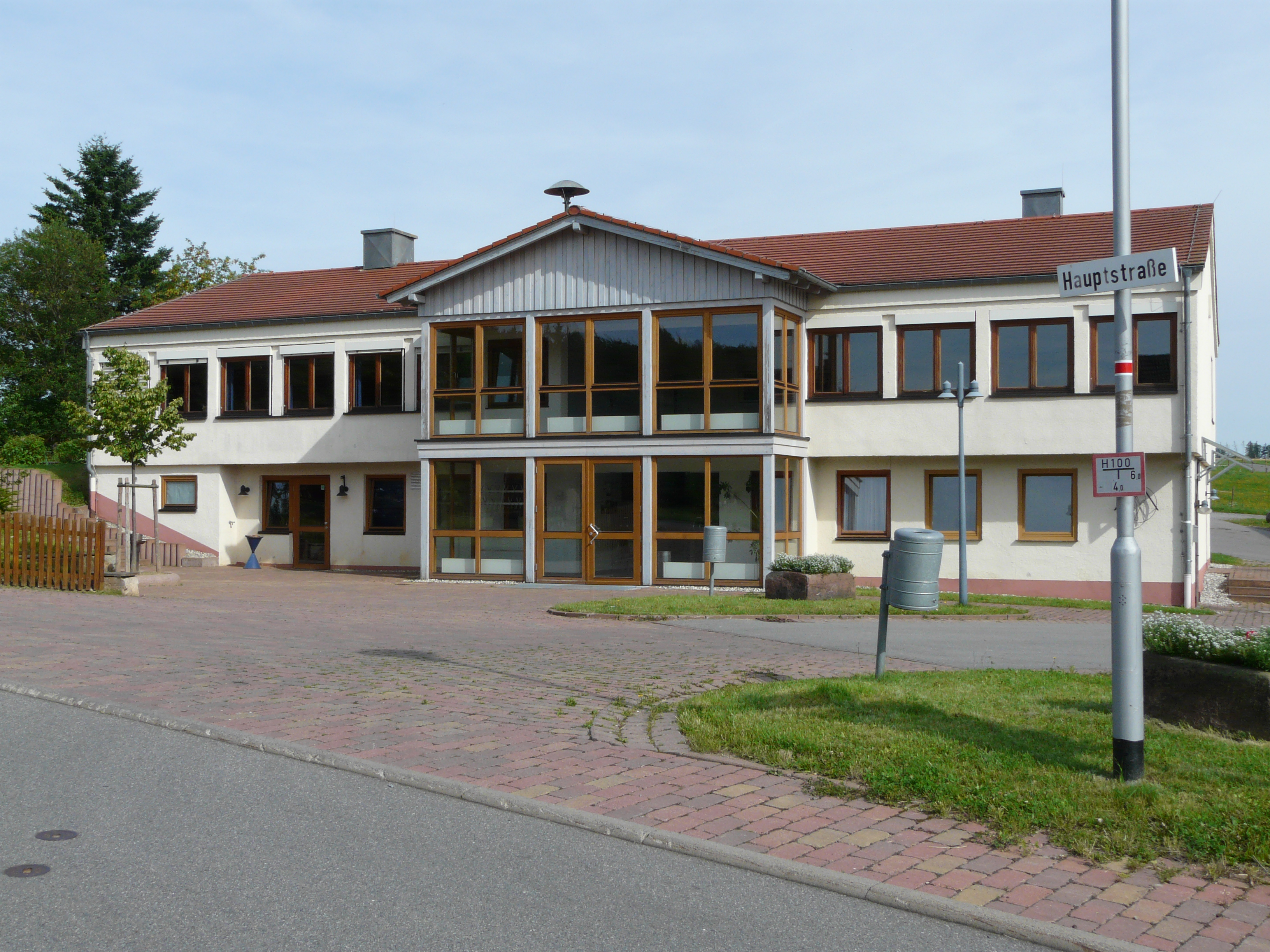
Dorfgemeinschaftshaus
(Juli 2009)

In dem Dorfgemeinschaftshaus befand sich noch bis 2010 die kleinste Grundschule Hessens, in der vier Klassenstufen in einer Klasse zusammen unterrichtet wurden. Bereits 1803 hatte Hesselbach zu den Orten mit einer eigenen Schule gehört, auch wenn diese anfänglich über kein eigenes Gebäude verfügte und ständig andere Räumlichkeiten nutzen musste. Die steigenden Geburtenraten in der ersten Hälfte des 19. Jahrhunderts machten jedoch ein eigenes Gebäude erforderlich, dessen Erbauung schließlich 1834 begonnen und 1835 vollendet wurde. 1899 erfolgte der Bau einer neuen, größeren Schule, nachdem das alte Gebäude den wachsenden Anforderungen nicht mehr genügt hatte.
Nachdem im Schuljahr 2008/2009 nur noch fünf Schüler die Schule besuchten, entschied sich das zuständige Staatliche Schulamt in Heppenheim dazu, die Schule zu schließen. Seitdem müssen die Schüler aller Schulformen mittels Schulbus in das 28 Kilometer entfernte Beerfelden fahren. Lediglich der Kindergarten „Wirbelwind“ im benachbarten Kailbach befindet sich noch auf dem ehemaligen Gemeindegebiet und damit im Umkreis des Ortes.

### Vereine und Veranstaltungen
Das Vereinsleben Hesselbachs wird im Wesentlichen von der Freiwilligen Feuerwehr Hesselbach und dem MGV Sängerbund Hesselbach gestaltet. Die beiden Vereine führen auch den größten Teil der regelmäßigen und unregelmäßigen kulturellen Veranstaltungen durch, die zumeist im örtlichen Dorfgemeinschaftshaus stattfinden.

## Wirtschaft und Infrastruktur

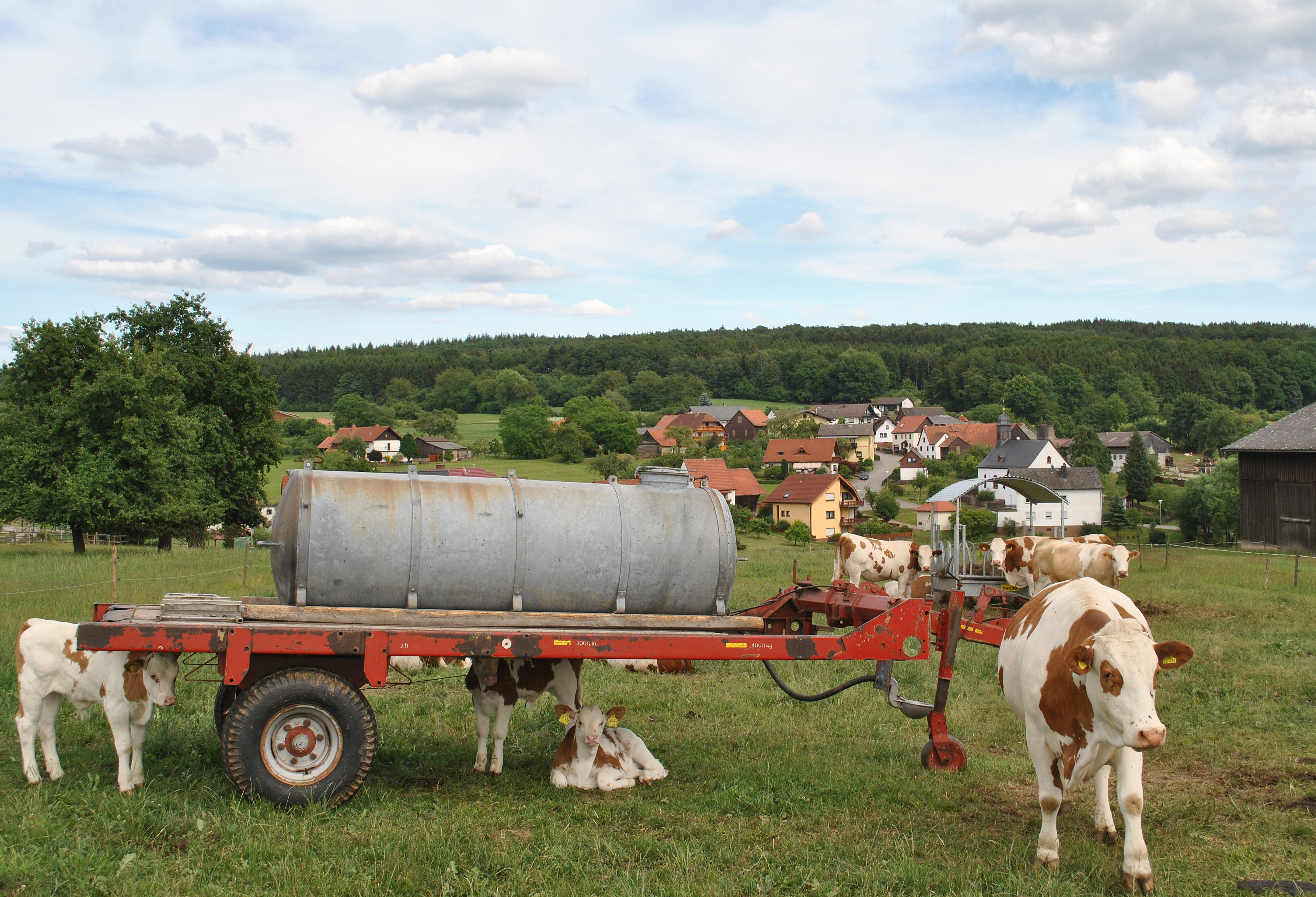
Milch- und Viehwirtschaft prägen die Kulturlandschaft um Hesselbach (Juni 2011)

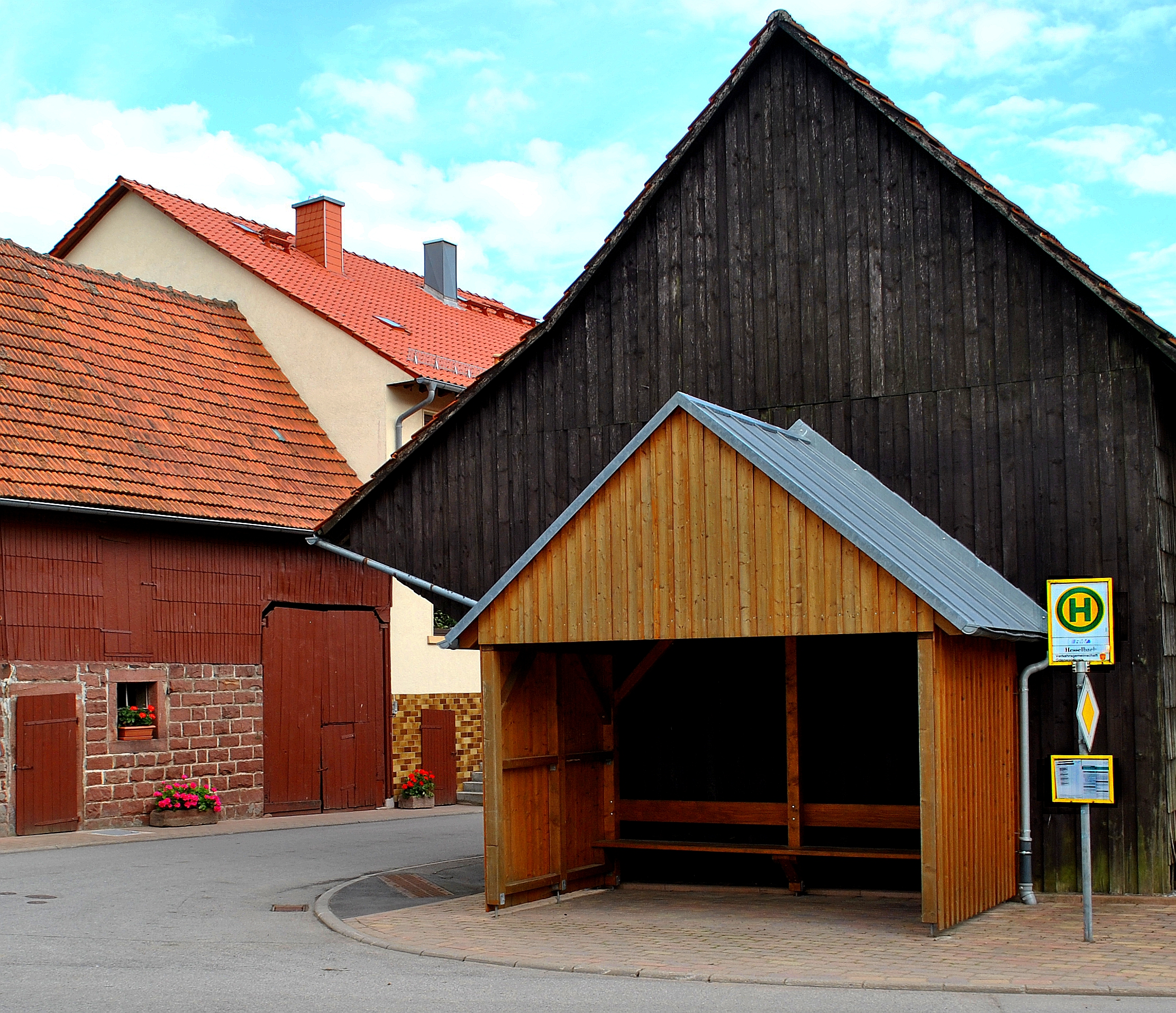
Bushaltestelle des Ruftaxis an der Einmündung der Unterdorfstraße in die Hauptstraße im Dorfzentrum (Juni 2011)

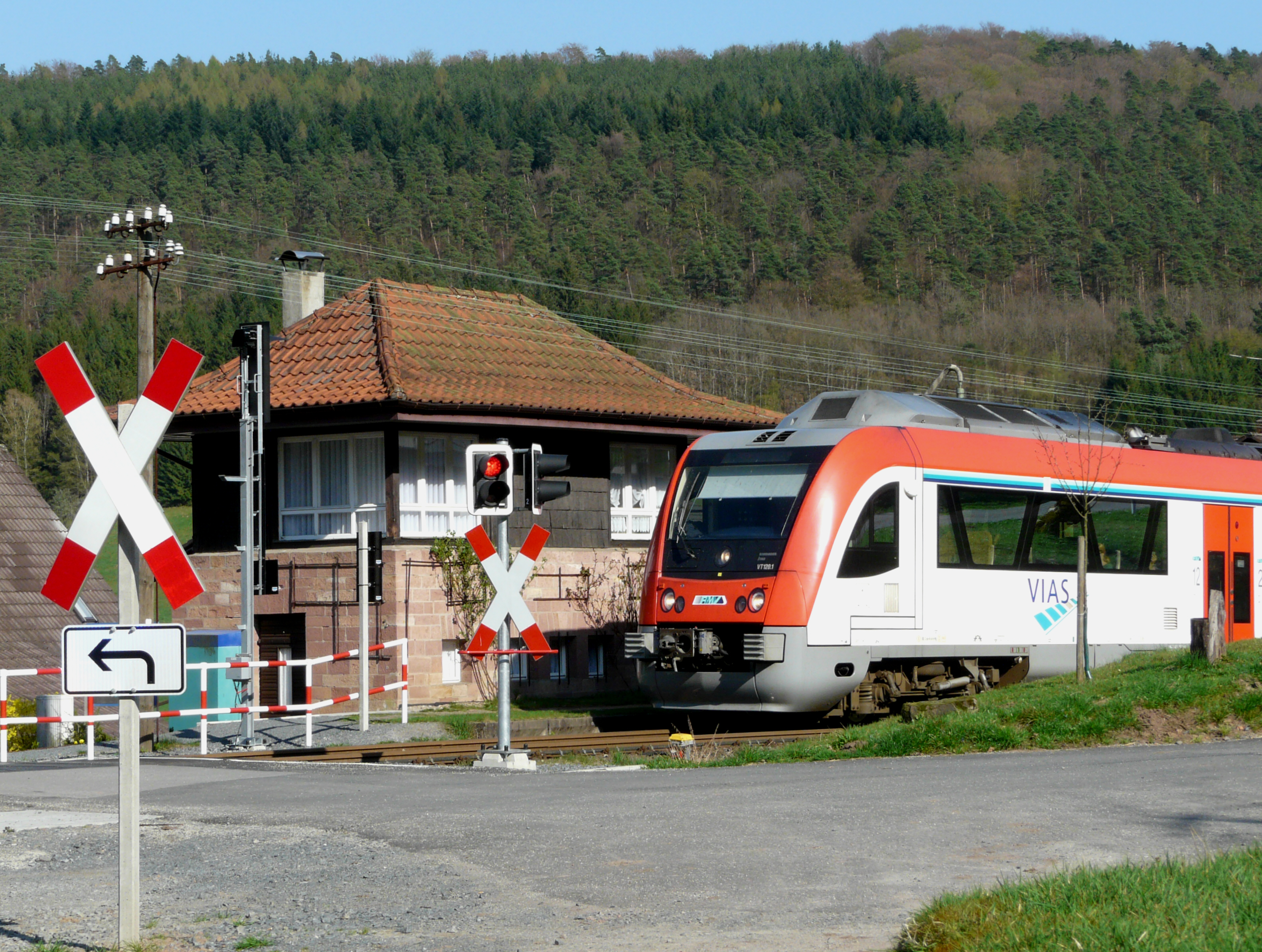
Odenwaldbahn am Haltepunkt Hesseneck Schöllenbach
(April 2009)

### Wirtschaft
Die Wirtschaft Hesselbachs wird von zwei landwirtschaftlichen, auf Milchwirtschaft spezialisierte Vollerwerbsbetrieben sowie vom Tourismus geprägt. Der Tourismus findet in zwei Gasthöfen, einer größeren Pension mit integrierten Ferienwohnungen, sowie einigen Einzelferienwohnungsanbietern seine Infrastruktur und ist von seiner Erscheinungsform her ausschließlich dem „Nachhaltigen Tourismus“ zuzurechnen. So ist Hesselbach Etappenort und Kreuzungspunkt des von Westen nach Osten ziehenden Nibelungensteigs, eines prämierten Wanderwegs, sowie des weiter oben beschriebenen, von Norden nach Süden verlaufenden Limeswanderwegs.
Weitere Wirtschaftsbetriebe gibt es nicht, auch keine Ladenlokale. Zusätzlich zum Direktverkauf der beiden landwirtschaftlichen Betriebe und dem Getränkeangebot der lokalen Vertriebsstelle einer tauberfränkischen Brauerei versorgen jeweils einmal pro Woche die Auslieferungsfahrzeuge einer Bäckerei und einer Metzgerei die Bevölkerung mit Brot sowie Fleisch- und Wurstwaren. Der darüber hinausgehende Warenbedarf muss in den benachbarten Gemeinden und Städten gedeckt werden.

### Verkehr
Hesselbach ist wegen der Grenzlage im Südosten Hessens bei kompliziertem Grenzverlauf und wegen des Eutergrund genannten verkehrsungünstigen Taleinschnitts am oberen Itterbach von hessischem Gebiet aus nicht direkt erreichbar. Selbst der direkte zwei Kilometer lange Fußweg von Hesselbach nach Südwesten hinab zum Hauptort Schöllenbach führt überwiegend durch den Eutergrund von Badisch-Schöllenbach.
Die einzige als überörtlich klassifizierte Straße, die nach Hesselbach führt, ist die zwei Kilometer lange Kreisstraße K 40, die in Richtung Südosten an der Jägerwiese die Landesgrenze erreicht und von da als K 3919 zu der Passhöhe Heidenberg führt. Von dort geht die Landesstraße L 2311 nach Kailbach und so erreicht man schließlich am Itterbach weiter talaufwärts mit der L 3108 nach insgesamt über 15 Kilometern Wegstrecke das Zentrum der ehemaligen Gemeinde Hesseneck im Ortsteil Schöllenbach. Ferner kann über die Passhöhe die Nachbarorte Schloßau und Kirchzell erreicht werden.
Über eine eingeschränkt befahrbare, einspurige Straße, die am Eutersee vorbei über Badisch Schöllenbach führt, beträgt die Fahrtstrecke fünf Kilometer. Eine andere Straße mit Verkehrsbeschränkungen führt entlang der Trasse des Odenwaldlimes neun Kilometer weit nach Würzberg, wobei eine längere Teilstrecke auf bayerischem Gebiet liegt. Darüber kann unter anderem auch Michelstadt erreicht werden.
Ab Hesselbach besteht sechsmal werktäglich (samstags und sonntags zweimal täglich) eine Ruftaxiverbindung über Schöllenbach nach Beerfelden. Eine Anbindung an die Odenwaldbahn erfolgt über die die Haltestelle Hesseneck Schöllenbach (bis 2006 Schöllenbach-Hesselbach). Auch weitere Busverbindungen stehen ab Schöllenbach zur Verfügung. Die Busse fahren in Richtung Eberbach und Beerfelden.